# Мон-Сен-Мишель
Мон-Сен-Мише́ль (фр. Mont Saint-Michel, норманд. Mont Saint Miché — гора святого Михаила) — небольшой скалистый остров, превращённый в остров-крепость, на северо-западном побережье Франции.
Остров является единственным обитаемым из трех гранитных образований бухты Сен-Мишель (Мон Сен-Мишель, Томблен и Монт Доль). Город на острове существует с 709 года. В настоящее время насчитывает несколько десятков жителей. С 1879 года остров связан дамбой с материком. Этот природно-исторический комплекс является одним из наиболее известных туристических объектов. Уже в 1874 году он стал признанным историческим памятником, а в 1979 году ЮНЕСКО причислило его к всемирному наследию человечества.
Остров находится в 285 км к западу от Парижа. Туристов со всего мира привлекает живописное расположение аббатства и окружающего его поселка на возвышающейся у берега скале, памятники истории и архитектуры, а также уникальные для Европы приливы и отливы.
Общее число посетителей комплекса в год составляет 1,5-1,8 (по некоторым данным — до 3,5) миллионов человек, а в аббатство поднимается в июле-августе около 650 тысяч туристов.

## Описание и расположение

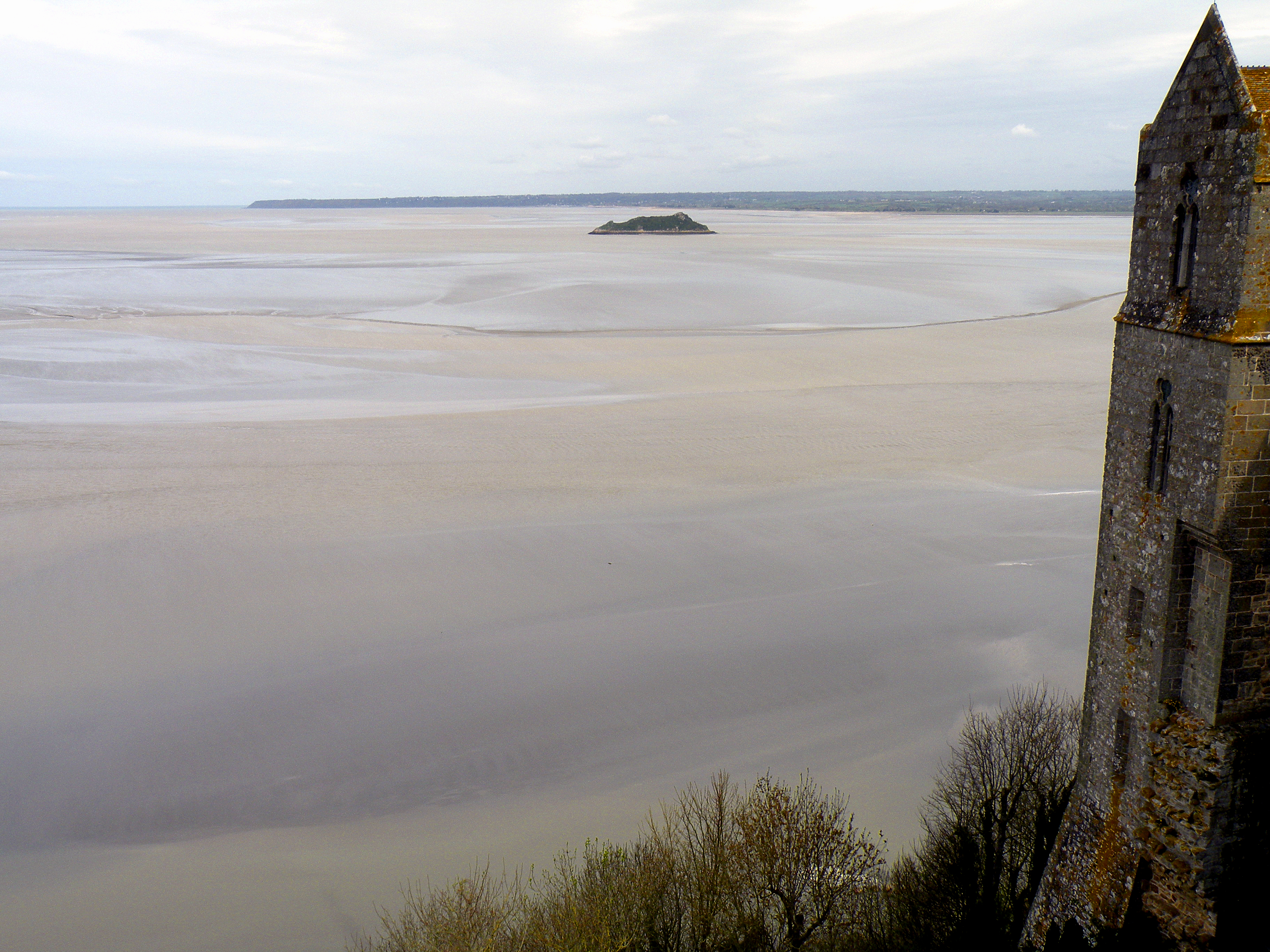
Остров Томблен и бухта в отлив

Остров Мон-Сен-Мишель расположен в Нормандии, департамент Манш, на острове-скале, возвышающейся над средним уровнем моря на 78,8 метра, и резко выделяется на фоне окружающего его пространства бухты и плоского берега. Остров представляет собой гранитное образование конической формы, периметр которого составляет 1 км, образованное из устойчивых к выветриванию магматических пород — лейкогранитов. Возраст пород — поздний протерозой, бриоверийский ярус.

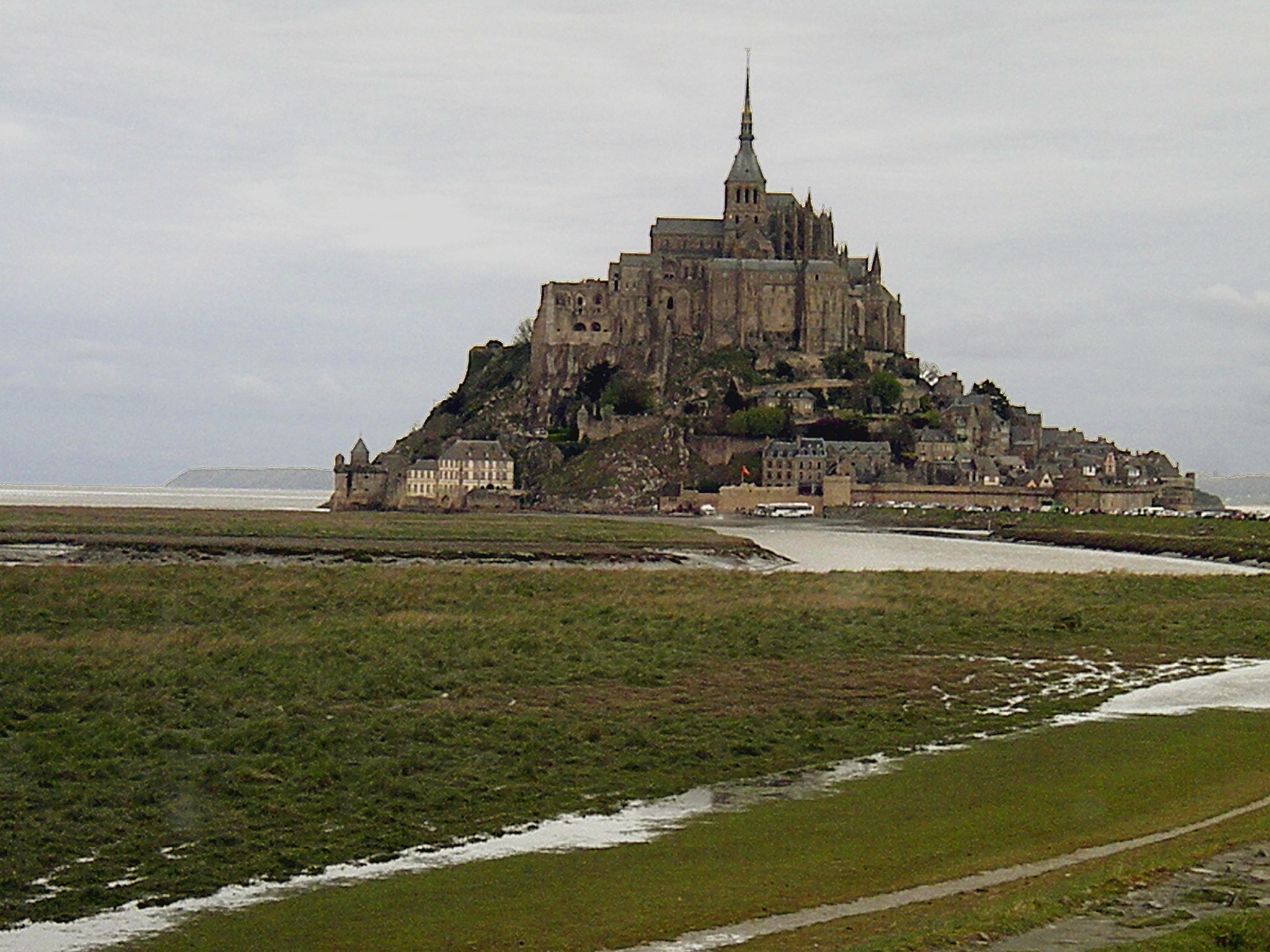
Общий вид

Два раза в лунные сутки (через 24 часа 50 минут) в бухте наблюдаются приливы и отливы, самые сильные на побережье Европы и вторые по амплитуде (после залива Фанди) на всём земном шаре. В период сизигических приливов (в дни осенне-весеннего равноденствия, на второй или третий день после ново- или полнолуния) вода держится 8 часов зимой и 9 часов летом. Вода может отходить от Сен-Мишеля на 18 км и распространяться до 20 км вглубь побережья.

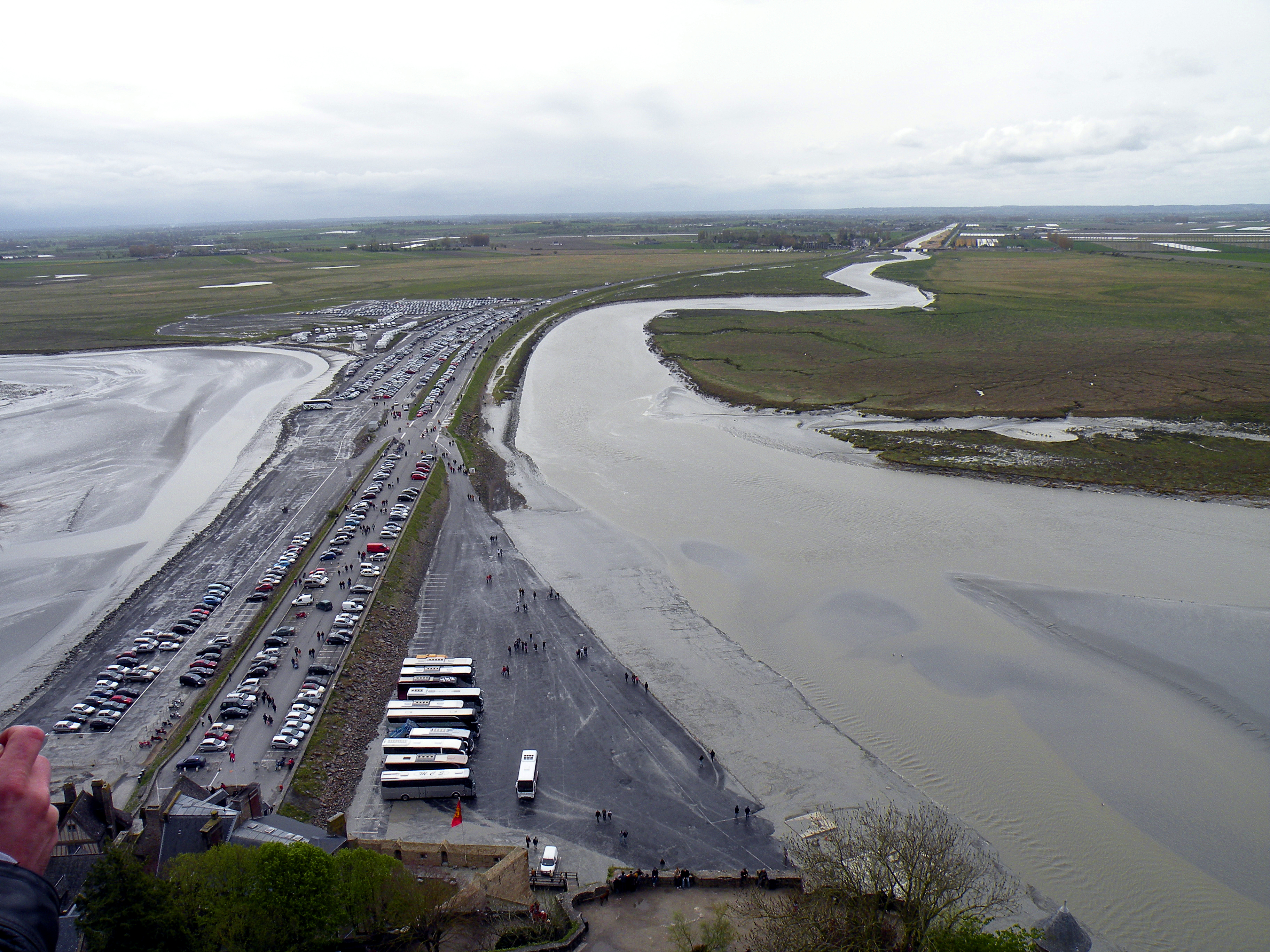
Дамба

 Бытующее сравнение скорости прилива на Мон-Сен-Мишель со скоростью скачущей галопом лошади преувеличивает скорость прилива. Максимально возможная скорость прилива в районе Мон-Сен-Мишель — 6,12 километров в час, тогда как лошадь в галопе движется быстрее (средняя скорость галопа 21 км/ч, максимальная — 60 км/ч).
Самая большая в Европе высота прилива (до 14 метров), высокая скорость приливной волны и зыбучие пески дна, совместно с крутизной скалы в течение веков создавали благоприятные условия для уединения и защиты от нападения неприятеля.
Вначале гора находилась на суше, окружённая лесами, и была местом обитания племён кельтов, на которой друиды совершали свои обряды. Затем, в результате эрозии почвы, вызванной деятельностью моря и трёх впадающих в него рек, море наступило на сушу. Одна из рек — Куэнон, впадающая в море у самой дамбы, — представляет собой теперь административную границу между Нормандией и Бретанью. В настоящее время водный режим бухты вызывает серьёзные опасения, в том числе вызванные сложной экологической обстановкой (песчаные наносы постепенно соединяют остров с материком). Для предотвращения этого было принято решение частично ликвидировать дамбу и заменить её мостом, с этой же целью была реконструирована плотина в устье реки Куэнон. В результате предпринятых мер река сейчас разделяется на два рукава и омывает остров с двух сторон.

## История

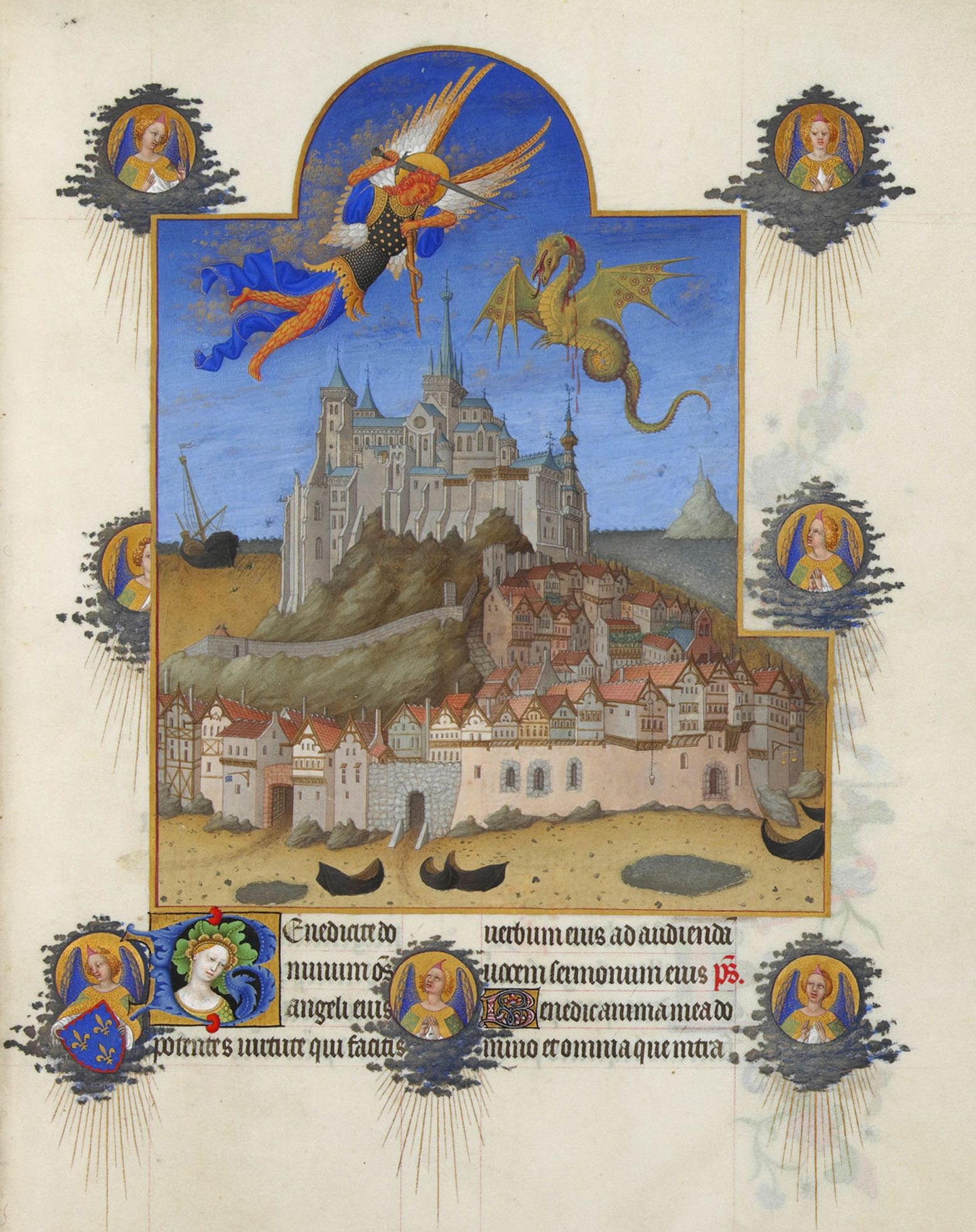
Битва архангела Михаила с драконом. Миниатюра из Великолепного часослова герцога Беррийского. Начало XV в. У подножия аббатства изображена деревня во время отлива.

По друидским легендам, Мон-Сен-Мишель стоит там, где когда-то находилось друидское подземное «Святилище Дракона», ныне скрытое под первой каролингской базиликой.
До строительства первого культового сооружения в VIII веке остров носил имя Могильная Гора (фр. Mont Tombe). Согласно «Золотой легенде», в 708 году здесь Архангел Михаил дал епископу Авранша Святому Оберу задание построить на скале церковь. Трижды пришлось явиться стражу райских ворот к епископу, так как тот не был уверен, правильно ли он истолковал знамение. И только после того, как, по одной версии, архангел Михаил постучал ему по голове перстом, а по другой — прожёг епископу мечом рясу, Обер приказал монахам начать строительство.
Культ св. Михаила возник в Италии в V веке, где он впервые явился в пещере, расположенной в горном массиве Монте-Гаргано у города Монте-Сант'Анджело. По преданию, Обер послал в Италию послов, чтобы приобрести священные предметы для новой церкви. Вернувшись, послы обнаружили, что море отделило гору от суши.
В соответствии с указанием архангела церковь была построена в форме грота, изображающего пещеру, в которой имело место явление св. Михаила. Об этой версии легенды говорят остатки двух христианских молелен, относящихся, вероятно, к VI веку и обнаруженных на горе при раскопках. С того времени по легенде «в дни Святого Михаила море убывает и оставляет людям открытый проход».

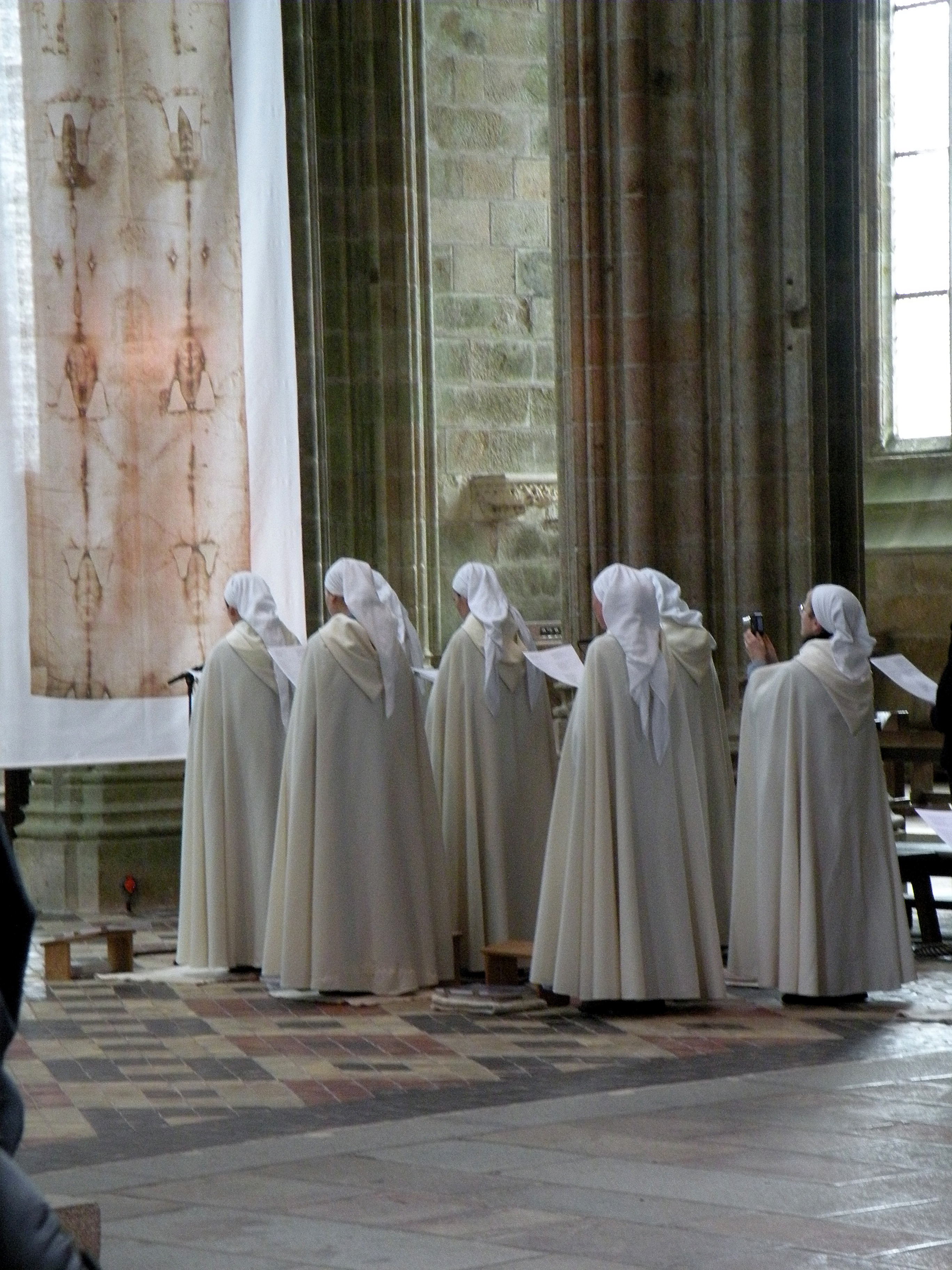
Служба в церкви аббатства

Строительство аббатства велось с XI по XVI века. Первая церковь Каролингов Notre Dame sous Terre (Богородицы под землёй) была возведена в дороманском стиле на месте грота, построенного Обером.
На протяжении многих лет остров отражал неоднократные набеги викингов. В 933 году норманны захватили полуостров Котантен, и остров стал стратегически важным пунктом на границе с Бретанью. Местная община каноников оставалась единственной, уцелевшей на побережье.
Вильгельм «Длинный меч» захватил полуостров Котантен и Авранш и делал вклады в общину вплоть до своей смерти в 942 году.
Община каноников, которая занимала гору с VIII века, была изгнана норманнским герцогом Ричардом I по причине вольного образа жизни и тесной связи со светским миром. В действительности это объяснялось опасением, что монахи установят связь с соседними бретонцами, уже в ту пору имевшими натянутые отношения с Нормандией, которые прослеживаются и в наше время. Поэтому Ричард предпочёл иметь дело с монахами-бенедиктинцами. Так в 966 году на острове поселилось несколько десятков монахов, пришедших сюда из монастыря Сан-Вандрий со своим аббатом Майнаром, которые и основали здесь аббатство.
В 1017 году, после свадьбы с Юдифью Бретонской, Ричард II присоединил соседнее герцогство к своим владениям. В этом же году аббат Гильдебер II начал сооружение центрального здания монастыря, законченное лишь в 1520 году.
В XII веке аббатство стало одним из центров паломничества Западной Европы, его влияние и мощь росли. Воздвигались даже подобия аббатства, например Гора Святого Михаила в Корнуолле.
В результате развития аббатства Мон-Сен-Мишель вассал короля Франции английский король Генрих II становится более могущественным, чем его сюзерен. Эта ситуация перерастает в длительный конфликт, длящийся весь XIII век. В 1204 году французский король Филипп Август, в армии которого находились бретонцы, захватил Нормандию, а бретонские солдаты сожгли Мон-Сен-Мишель. Особенно пострадало здание на северной стороне горы.
В XIII веке работы в монастыре были прекращены.
Закат могущества монастыря начался во время Столетней войны. Англичане осаждали аббатство с 1424 по 1434 годы, но так и не смогли захватить остров. Город, однако, был почти полностью разрушен. Тем не менее, уже с середины XV века аббатство снова начало принимать паломников.
В 1470 году французский король Людовик XI во время своей третьей паломнической поездки в монастырь основал в честь защитников острова орден Святого Михаила (fr:Ordre des Chevaliers de Saint-Michel), резиденция которого расположилась в аббатстве. (Долгое время этот орден был высшей государственной наградой Франции.) Одновременно здесь были сооружены каменные клетки, в которых заключенный не мог ни стоять во весь рост, ни сидеть, причём он был прикован к цепи, которая звенела при каждом движении узника.
Несмотря на завершение в 1520 году строительства центрального здания в позднеготическом («пламенеющей готики») стиле, Мон-Сен-Мишель после смерти аббата Жана де Лампа (1524) постепенно приходил в упадок. Хотя во время начавшихся религиозных войн монастырь избежал разграбления, ко времени Великой Французской революции он оказался почти заброшенным. В 1791 году монахи покинули монастырь, но им удалось спасти часть манускриптов, которые были переданы в Авранш. Монастырь был закрыт (монахи вернулись на остров только в 1966 году), и до 1863 года остров использовался как тюрьма, нося при этом ироничное название Гора Свободы (фр. Mont Libre) — многие узники были политическими противниками правящих режимов Франции от Первой республики и до Второй империи. Временами здесь содержалось до полутора сотен заключённых.
В здании «Чуда» разместилась фабрика по изготовлению соломенных шляп. Только в 1863 году после кампании протеста тюрьма была ликвидирована. В 1874 году остров был провозглашен памятником истории. В 1877 году, вопреки протестам сторонников защиты памятников, была построена дамба. В ходе Второй Мировой войны, с 1940 по 1944 год, крепость была оккупирована немецкими солдатами. С 1979 года монастырь, вместе с островом и заливом вокруг, находится в списке Всемирного наследия ЮНЕСКО.

## Аббатство

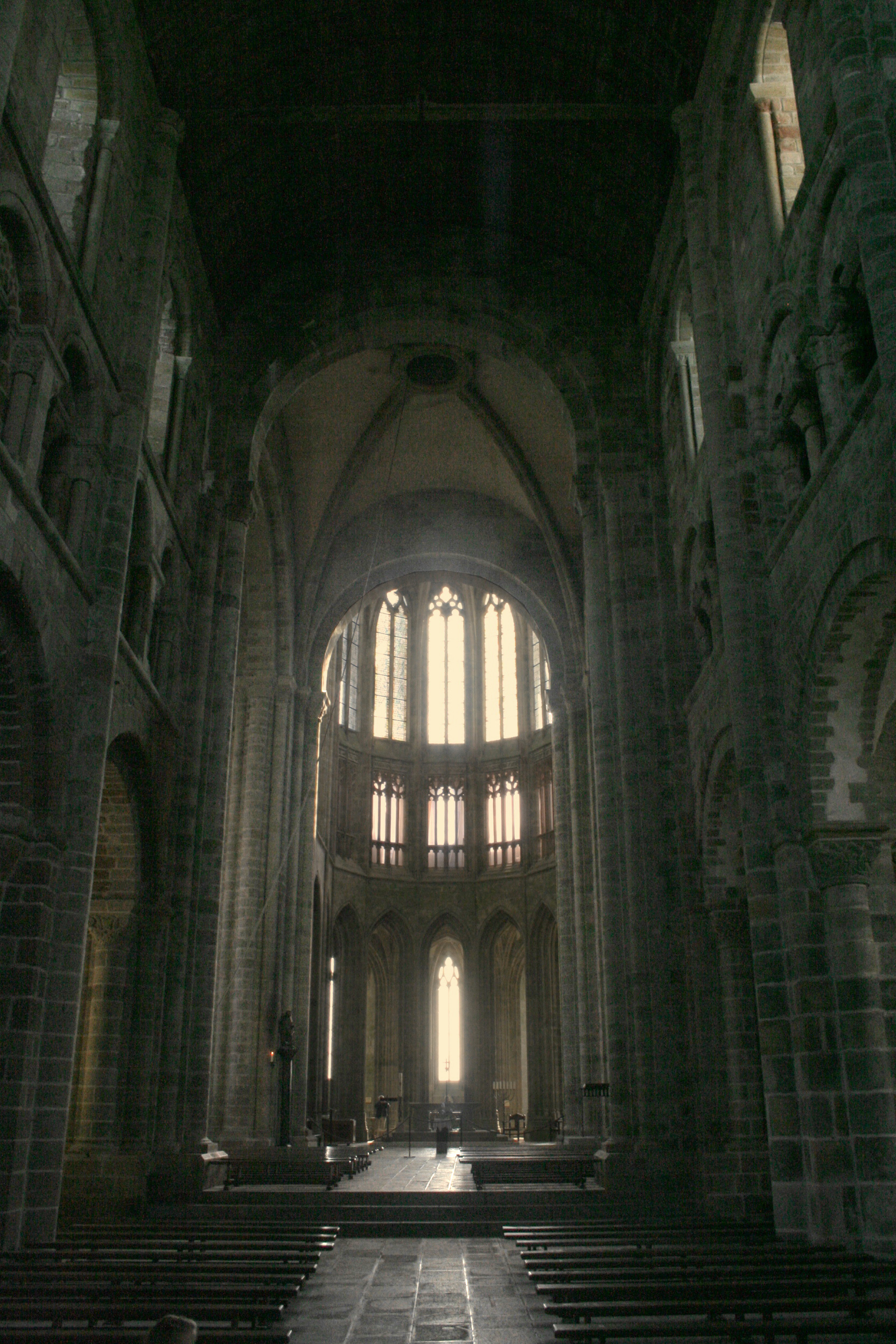
Интерьер: романский неф и хоры в стиле «пламенеющей готики»

Мон-Сен-Мишель известен бенедиктинским аббатством, построенным в XI—XVI веках. Аббатство занимает площадь около 55.000 м² и представляет собой образец средневекового французского укреплённого монастыря. В связи с празднованием тысячелетия монашества, в 1969 году в помещениях аббатства поселилась община бенедиктинцев, насчитывающая в настоящее время 7 человек. Ежедневно проходит служба, в которой могут принять участие прихожане и туристы, а сам храм вернулся к роли духовного центра, которую он утратил в 1790 году.

### Церковь аббатства
Строительство церкви было начато в новом для того времени романском стиле под руководством аббата Гильома де Вольпьяно. Средства для её строительства дал в 1022 году герцог Нормандии Ричард II с целью привлечь сюда паломников. На вершине гранитного конуса не было площадки, на которой могло бы разместиться здание с запланированной длиной 70 м, и потому архитекторы приняли решение опереть почти весь западный неф церкви на церковь Нотр-Дам-су-Тер. Непосредственно на скале, на верхнем уровне была поставлена крестовина трансепта (1032—1048 годы) и хор. В 1084 году, к концу правления епископа Радульфа (Radulf von Beaumont), было закончено строительство и нефа — лангхауза, который был в то время на три пролёта (иоха) длиннее, чем сейчас. Затем последовали обрушения стен и пожар, в результате чего лишь в середине XII в. при епископе Бернаре (фр. Bernard du Bec) церковь была закончена путём возведения венчающей крестовину башни. В своём стремлении завершить аббатство остроконечной крышей строители не учли, что стоящее на плоской поверхности воды здание будет подвержено опасности быть поражённым молнией. Это и произошло в 1300 году, когда от попадания молнии сгорела центральная башня.
В XV веке были разрушены романские хоры. Пожар 1776 года разрушил три пролёта здания у его входа, а в 1760 году неф был укорочен наполовину, благодаря чему перед главным порталом церкви образовалась обширная терраса.
Северное крыло трансепта опирается на крипту «Богоматери с тридцатью свечами», а южное — на крипту св. Мартина, сохранившуюся почти целиком за исключением почти полностью утраченной живописи. Несмотря на то, что эти крипты построены лишь для поддержки крыльев трансепта, они используются при богослужениях как капеллы. Для поддержания хора была сооружена крипта с чрезвычайно толстыми несущими колоннами.

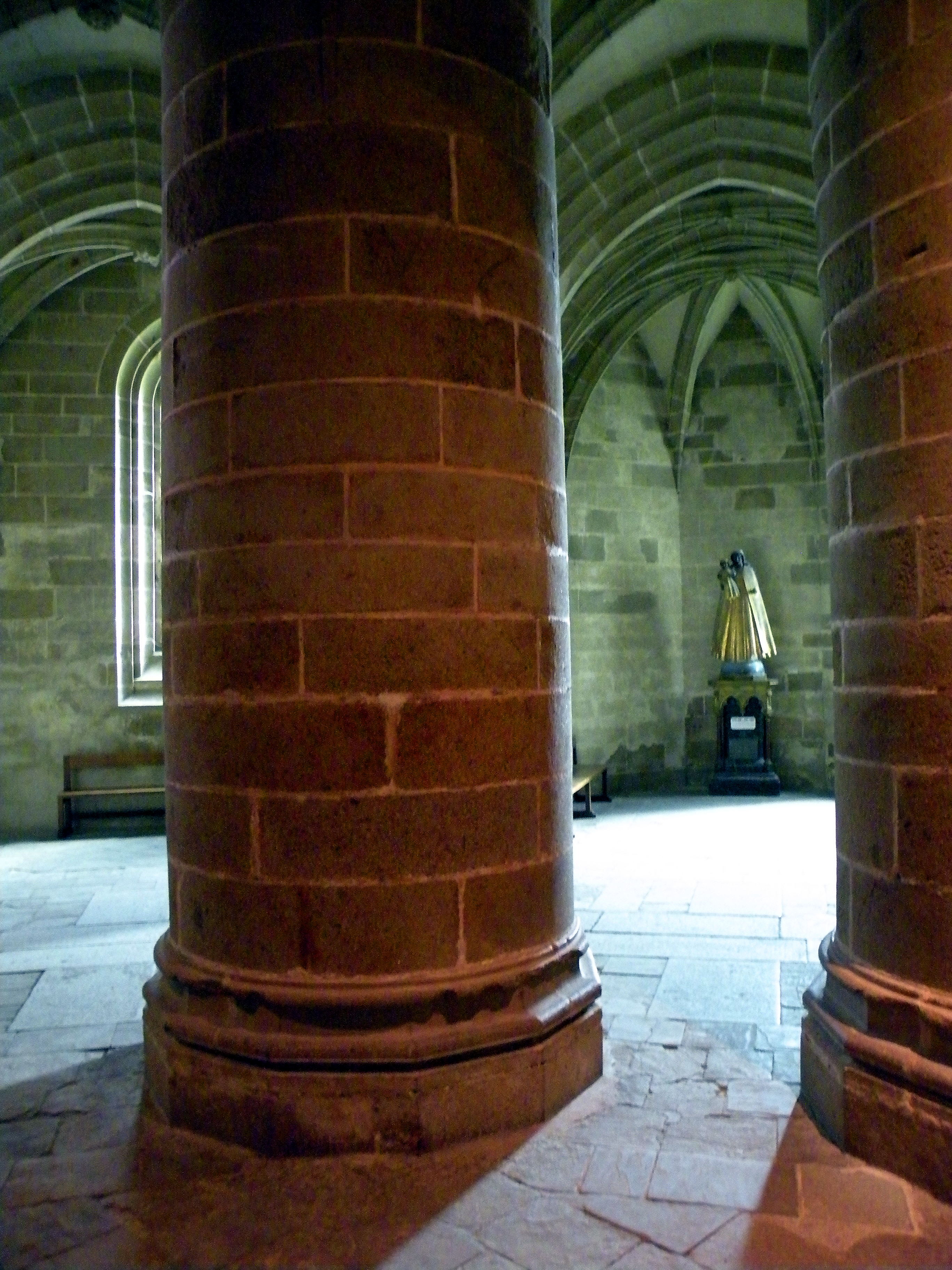
Крипта Больших колонн
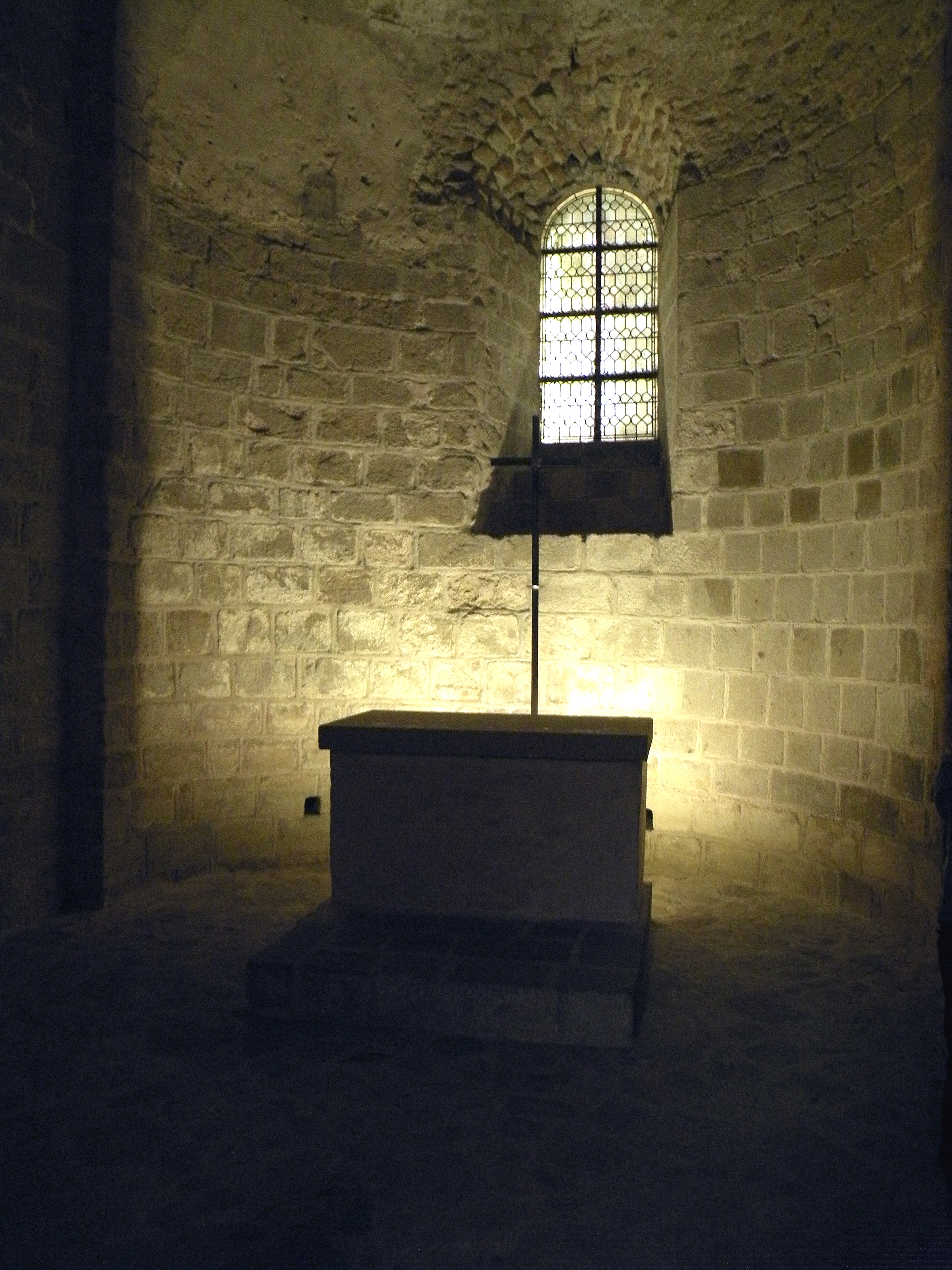
Капелла св.Мартина
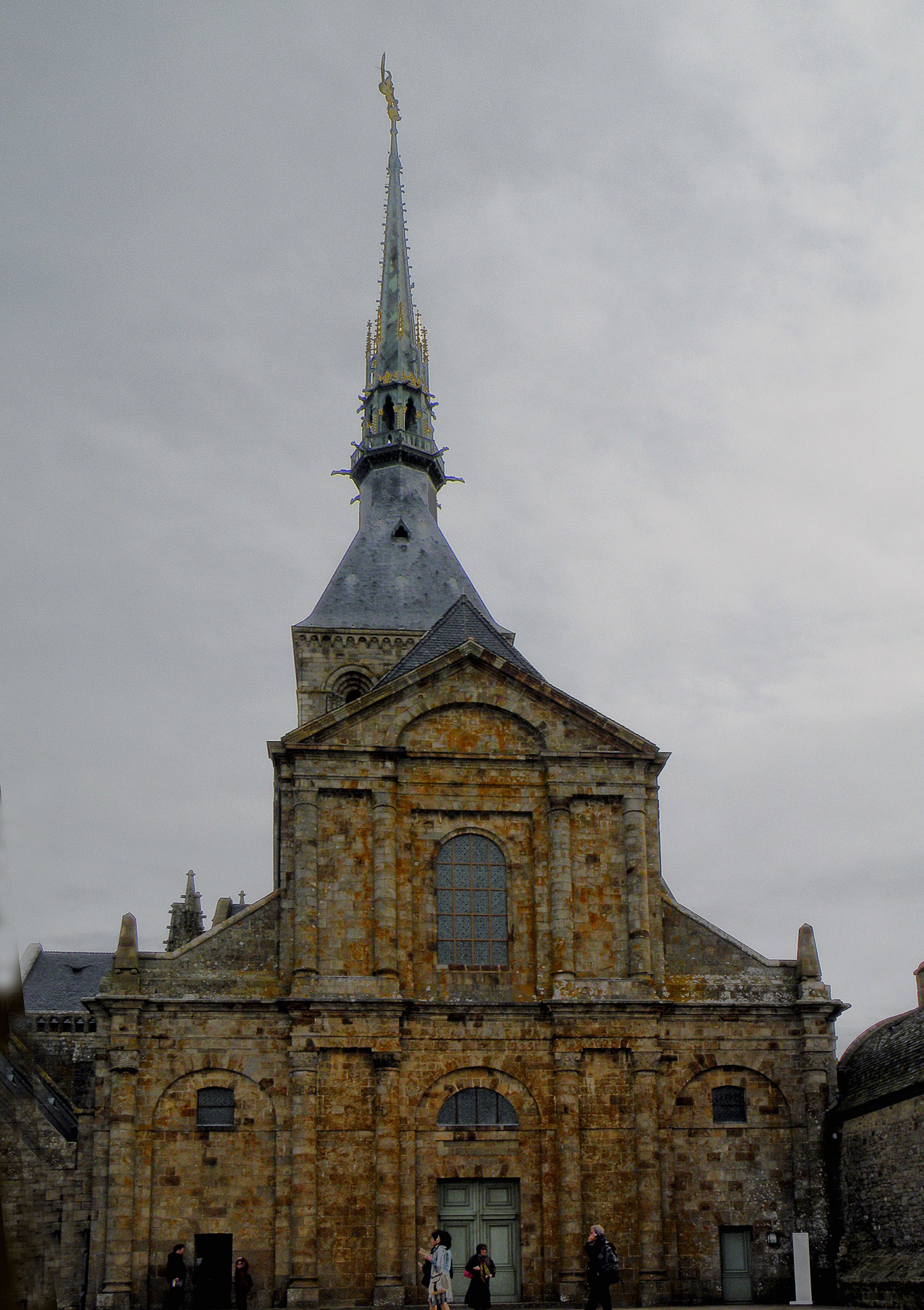
Новый фасад
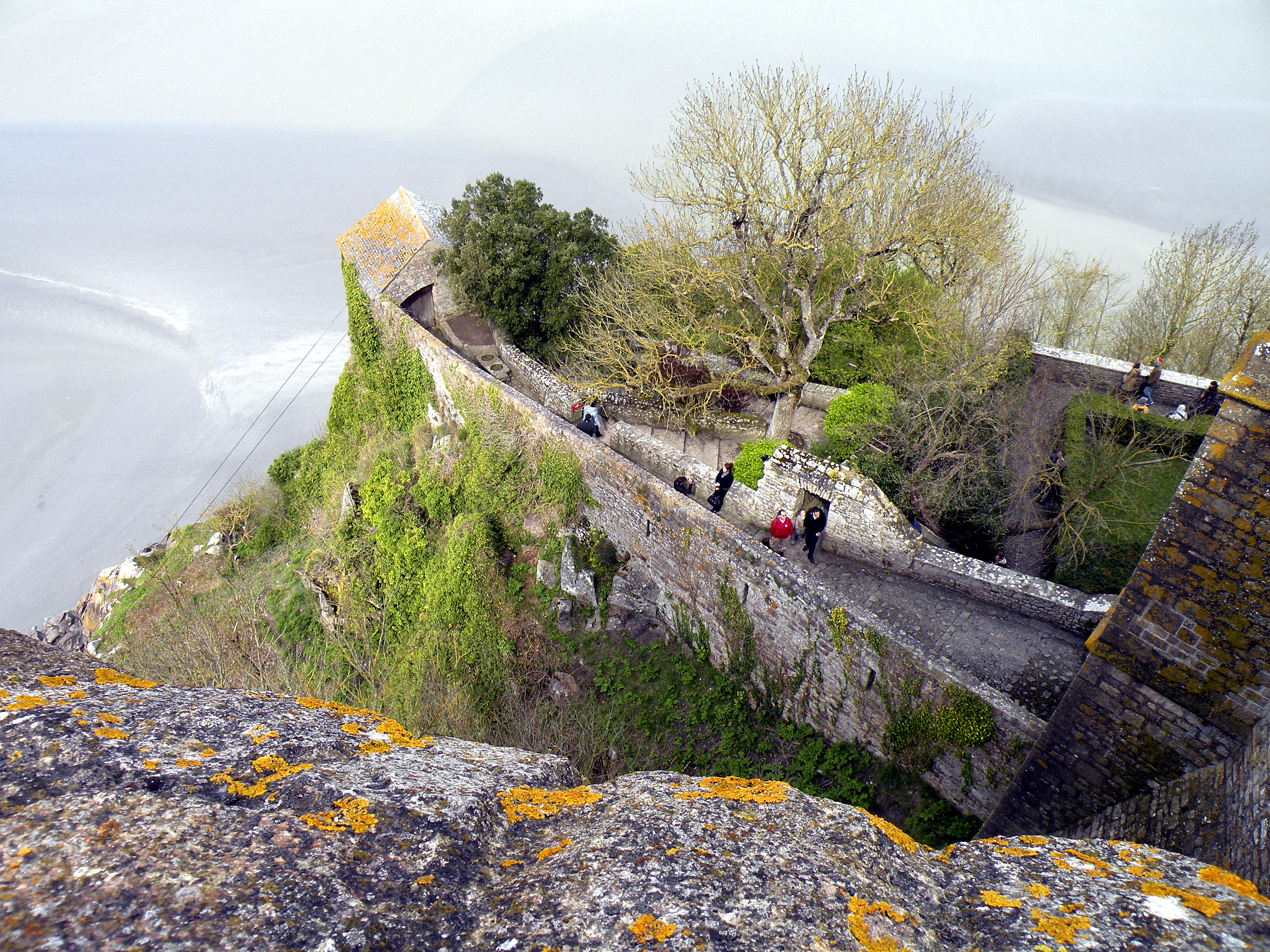
Монастырские сады
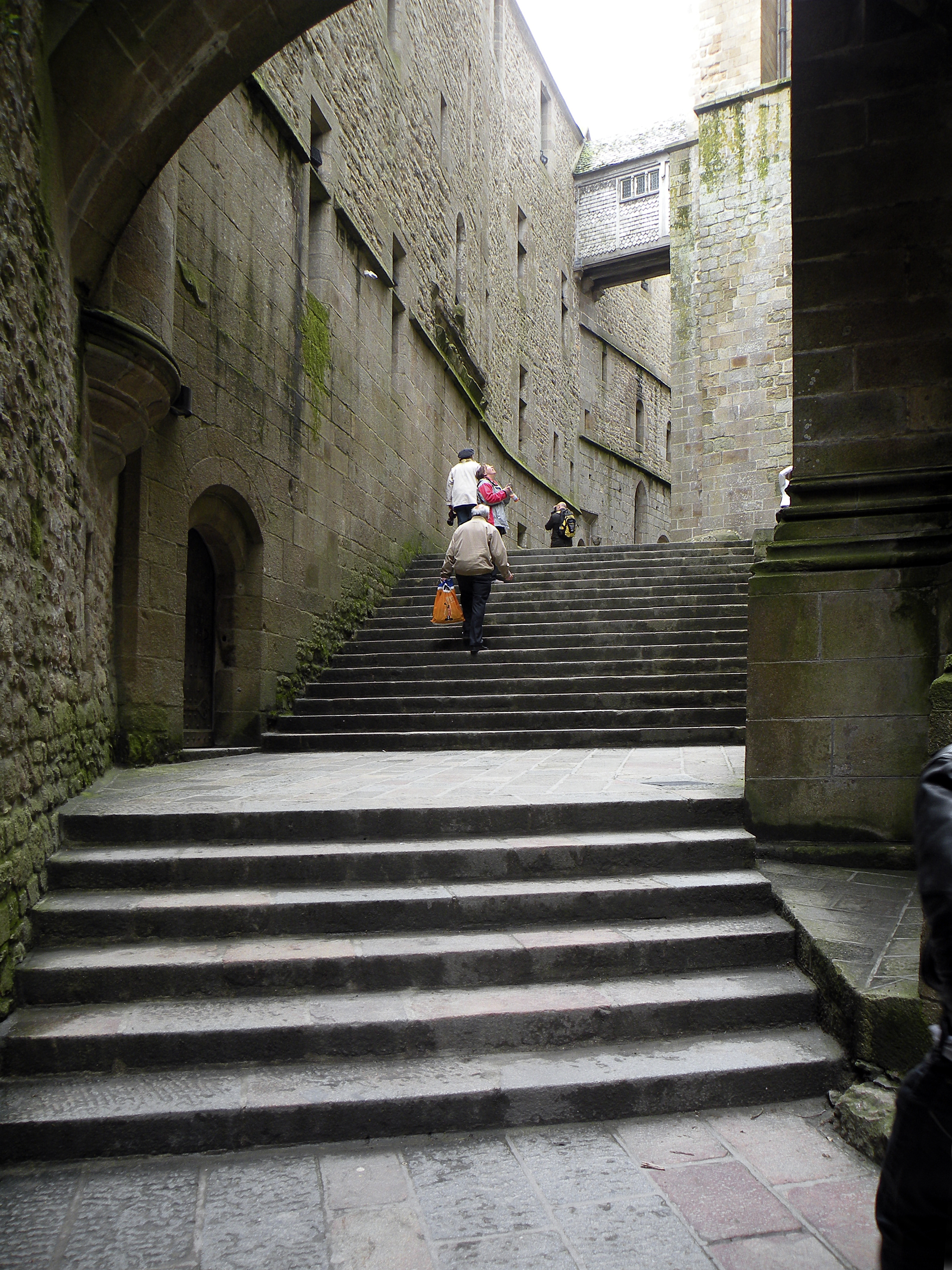
Большая лестница
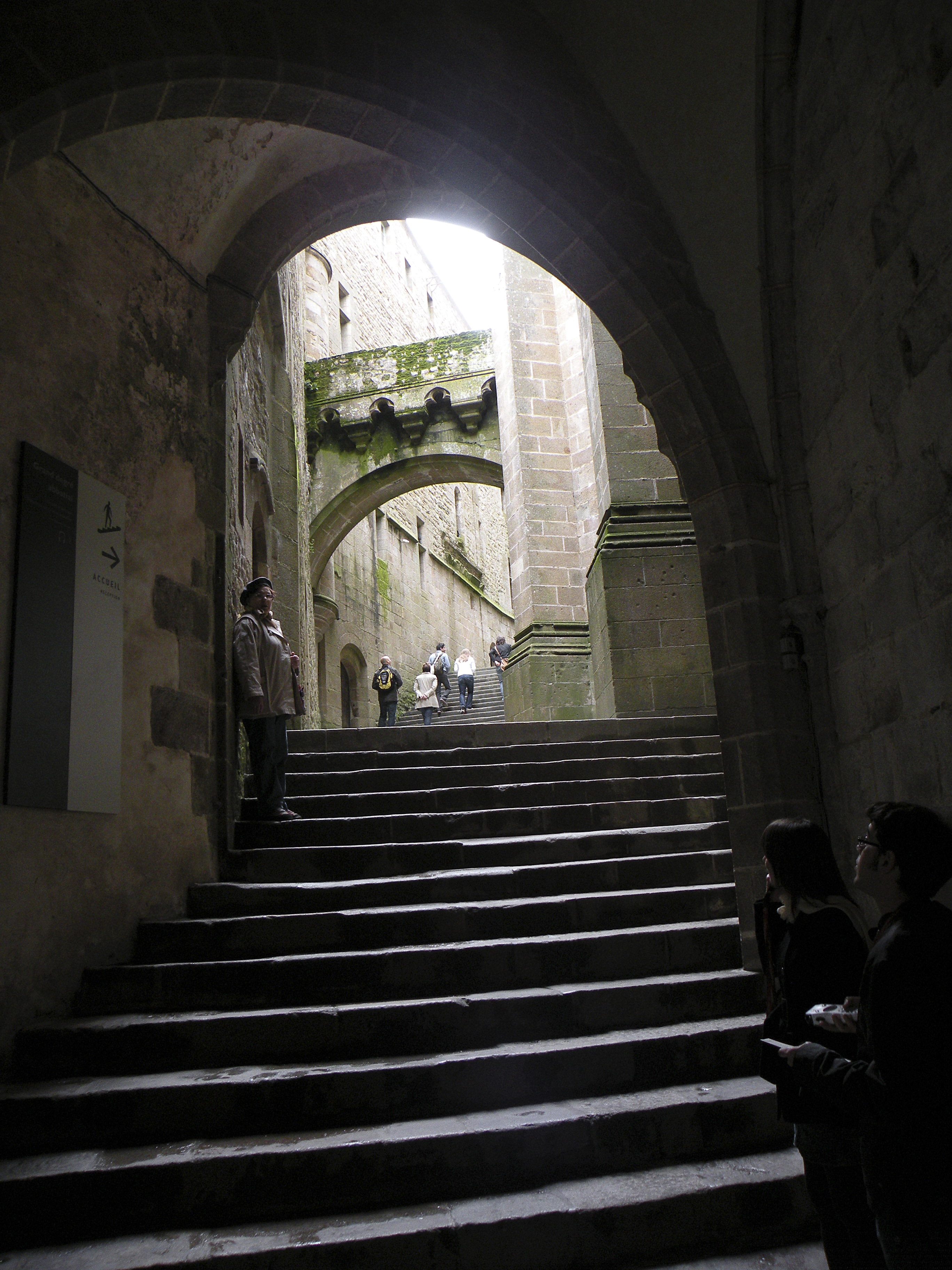
Большая лестница (2)

Во время Столетней войны никаких строительных работ в аббатстве не велось, но уже в 1453 году настоятель Вильгельм д’Эстутевиль, бывший одновременно епископом Руана, решил построить новую церковь в современном ему стиле «пламенеющей готики». Работа закончилась в 1521 году. И потому в современном виде церковь аббатства соединяет в себе средневековый романский трансепт и принадлежащие уже новому времени хоры.
В 1776 году, когда возникла опасность обрушения первых трёх пролётов нефа, их просто уничтожили, закрыв неф классицистическим фасадом, ставшим предвестником возникшего столетием позже неороманского стиля.
В начале XIX века во Франции появился интерес к архитектурному наследию, и, после ликвидации в 1863 году тюрьмы в аббатстве, государство смогло взять на себя расходы по его содержанию. Оказавшиеся в угрожаемом состоянии колокольня и трансепт были в 1892—1897 годах перестроены Виктором Педиграном, придавшем церкви современный вид с неороманской колокольней и неоготическим шпилем, с установленной на его конце позолоченной фигурой архангела Михаила, одновременно выполняющей роль громоотвода.

### Романские строения монастыря
Архитектура монастыря уникальна тем, что монастырские службы не окружают монастырский двор, но построены на разных уровнях. Первые здания возводились одновременно с нефом. Самое большое из них построено на трёх уровнях. На самом верхнем находится дормиторий, непосредственно сообщающийся с церковью и, таким образом, обеспечивающий монахам кратчайший доступ в церковь во время ночных бдений.

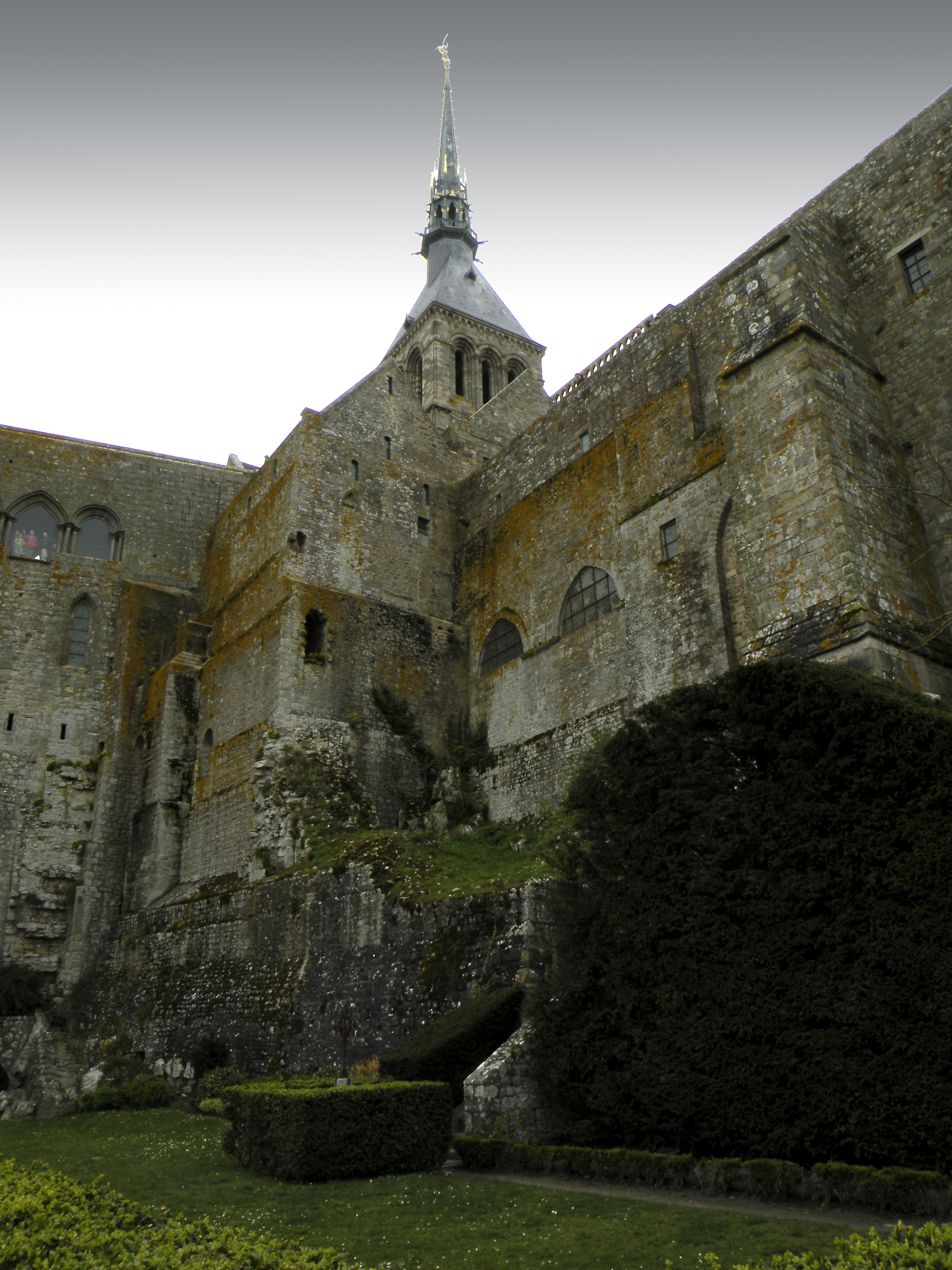
Романская часть
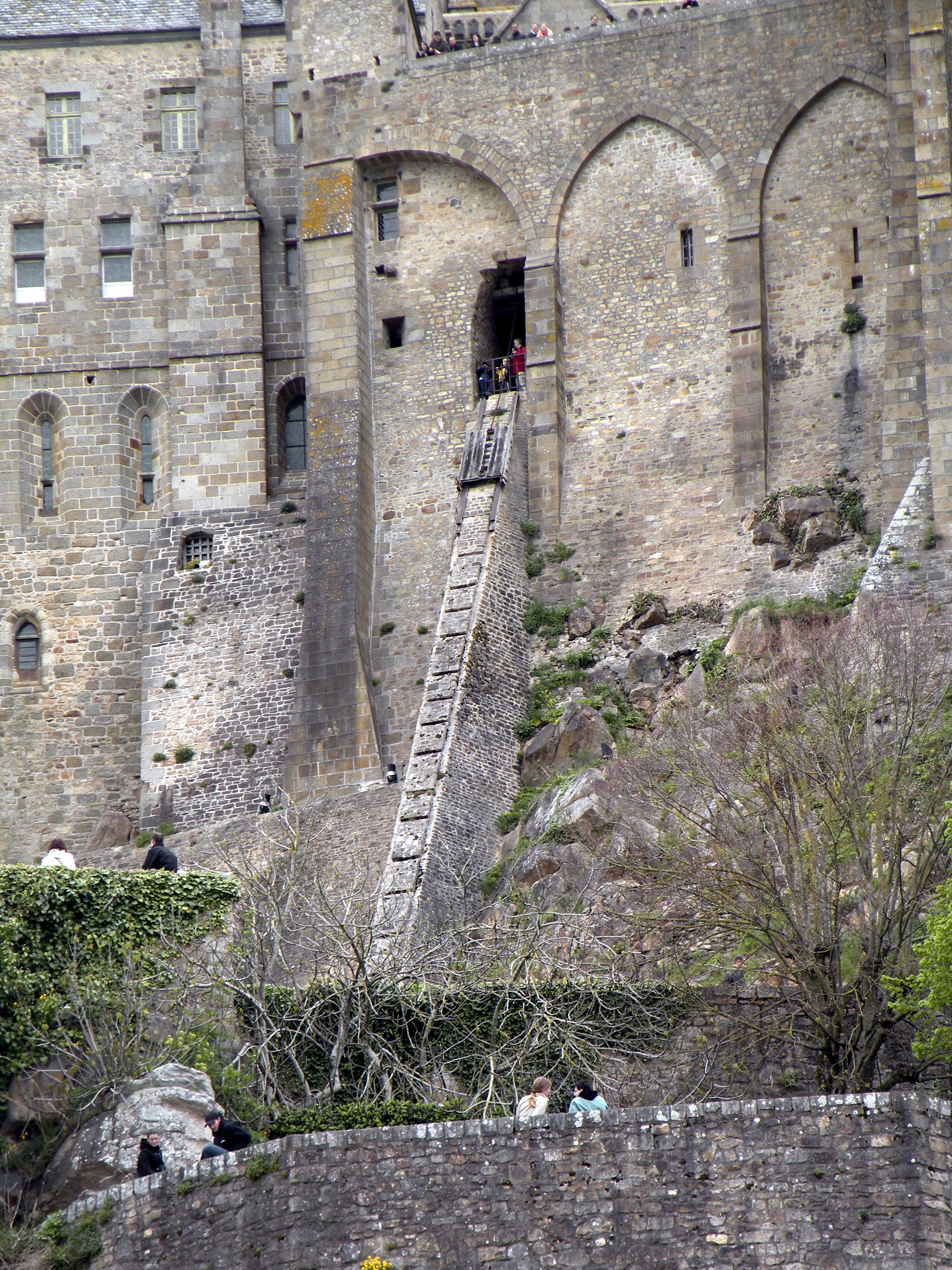
Пандус
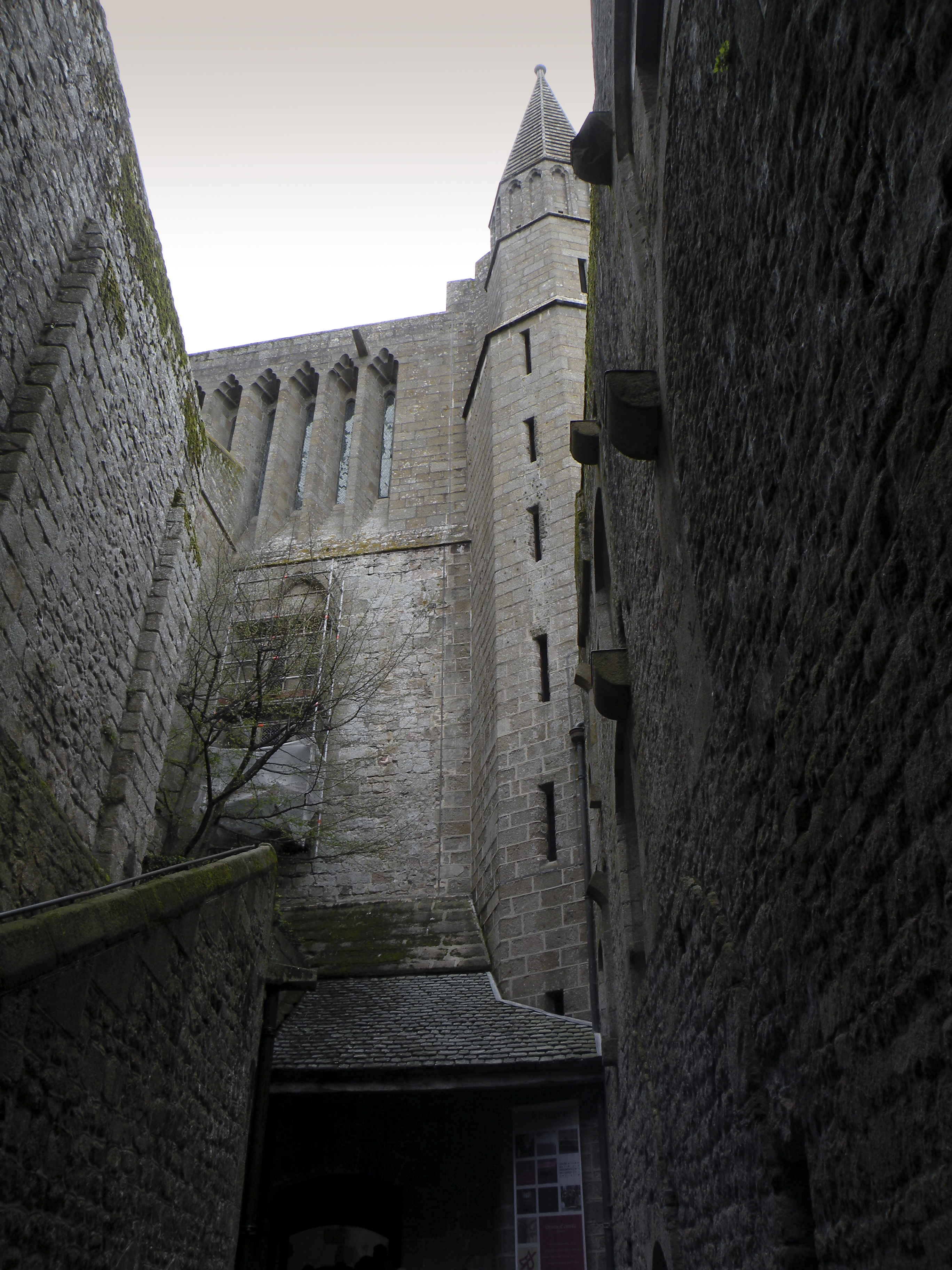
Внутренний двор
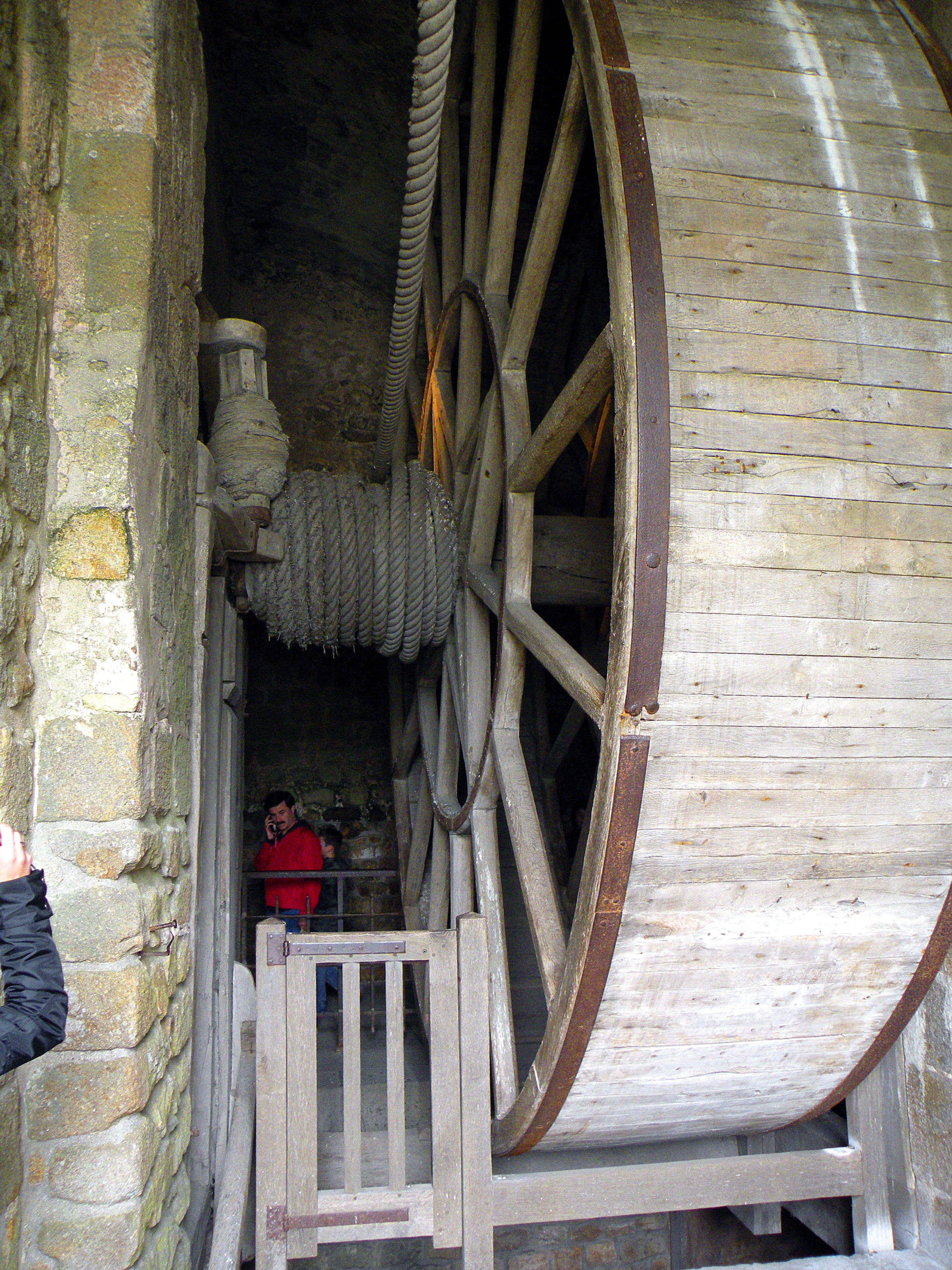
Большое колесо

За всё время существования аббатства самые существенные изменения в него внёс Роберт де Ториньи (1154—1186), бывший аббатом во второй половине XII века. Он и закончил строительство романской части аббатства путём возведения на западном фасаде здания двух башен (1184 год). К началу следующего века было закончено и строительство Большой лестницы (фр. Grand Degre‘), ведущей к новому входу в аббатство с восточной его стороны.
Несмотря на то, что по правилам бенедиктинцев аббат должен был делить дормиторий наравне с монахами, он построил себе весьма простые по архитектуре две комнаты, чтобы подчеркнуть своё возросшее влияние. При нём библиотека монастыря обогатилась манускриптами, как написанными здесь же, так и переписанными с других источников. Согласно преданию, автором множества книг был сам аббат. Значимость аббатства подчёркивалась контактами аббата с нормандским герцогом Генрихом Вторым Плантагенетом и королём Англии, которых аббат принимал в качестве паломников во имя их встречи с королём Франции Людовиком VII. При нём благосостояние монастыря возросло настолько, что в нём стало возможным проживание 60 монахов. Для доставки продовольствия и товаров в аббатство служил пандус, по которому двигалась тележка, приводимая в движение канатом, наматываемым на ось колеса. Колесо приводилось в движение лошадью, фактически жившей внутри колеса. Этот вид подъёмника был чрезвычайно распространён в средние века.

### Комплекс «Чудо»
После смерти Ториньи аббатство испытало первую серьёзную осаду. При вооружённом столкновении Иоанна Безземельного и французского короля Филиппа II Августа аббатство встало на сторону Иоанна. Осада закончилась безуспешно, но при отступлении осаждающие сожгли небольшое селение у подножья горы. После пожара обрушились здания, находящиеся на северной стороне аббатства. В XIII веке французский король стал сюзереном Нормандии, и обитель попала под его покровительство. Им были даны деньги на строительство на северной стороне острова комплекса зданий монастыря в готическом стиле (ансамбль зданий фр. La Merveille, дословно «чудо»).
В 1211 году начались строительные работы, продолжавшиеся 17 лет. На северной стороне острова был возведён монастырский ансамбль, соответствующий всем требованиям монашеской жизни. На самом верхнем этаже в восточной части разместилась трапезная, а на западной — монастырский двор—кьостро, окружённый открытой внутрь галереей, выполняющей роль крестного хода. Крестный ход должен не позволять молящимся видеть чего-либо, кроме неба. Однако при одной из перестроек в стене, выходящей на залив, было сделано три больших, доходящих до пола, окна.
Архитектура трапезной имеет много общего с романскими нефами. Это помещение отличается прекрасной акустикой. Рядом с трапезной находится кухня. Этажом ниже были созданы: под трапезной — зал для гостей, а под двором — рыцарский зал, использовавшийся для ручного труда, в частности — для переписывания и составления книг.
Ещё ниже — соответственно помещение для капелланов и подвальное помещение. Учитывая предыдущие катастрофы, северная стена здания была укреплена контрфорсами, что создало настолько сильный художественный эффект, что Виктор Гюго назвал вид на аббатство со стороны моря видом на «самую красивую стену Европы».

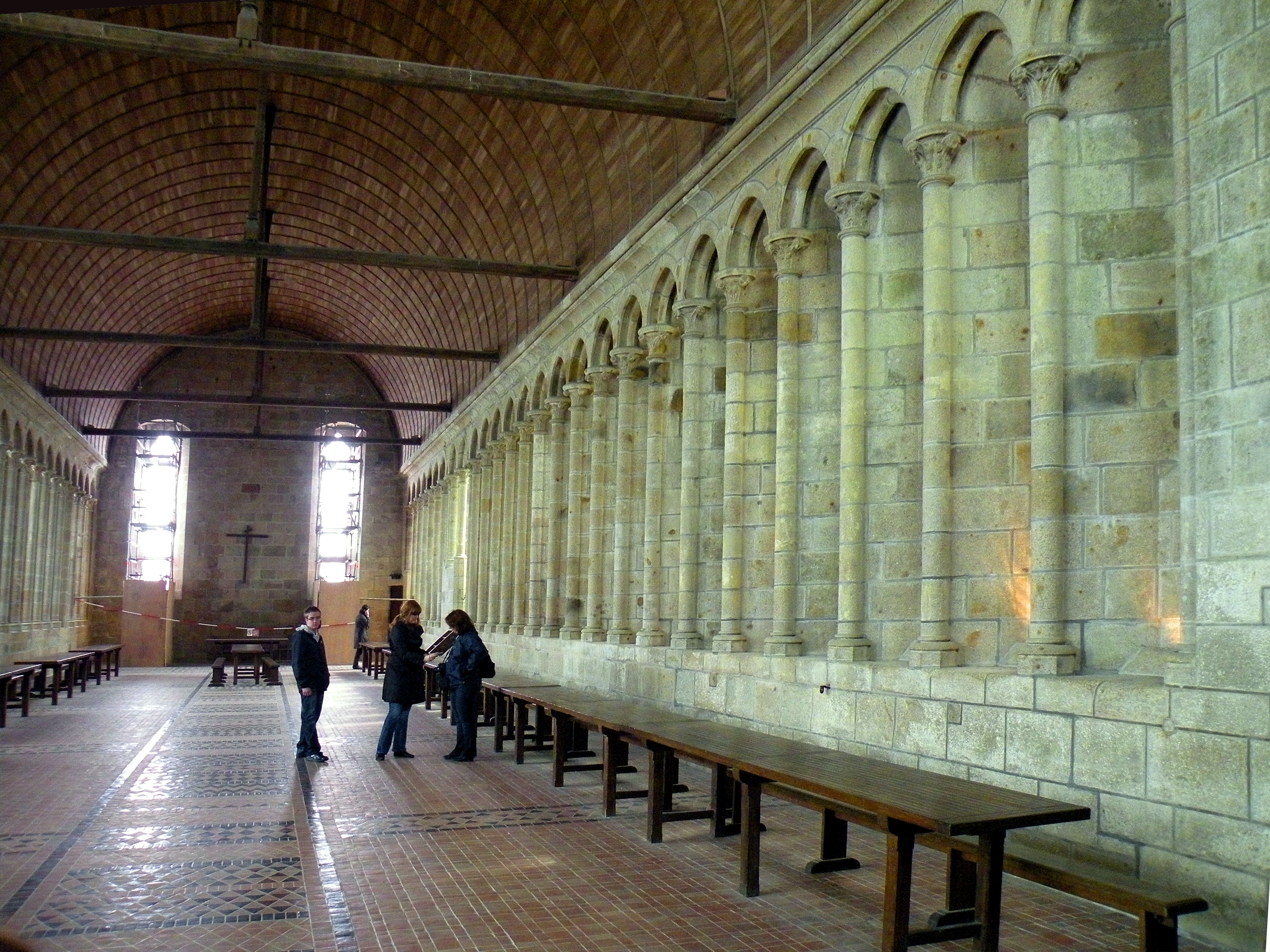
Трапезная
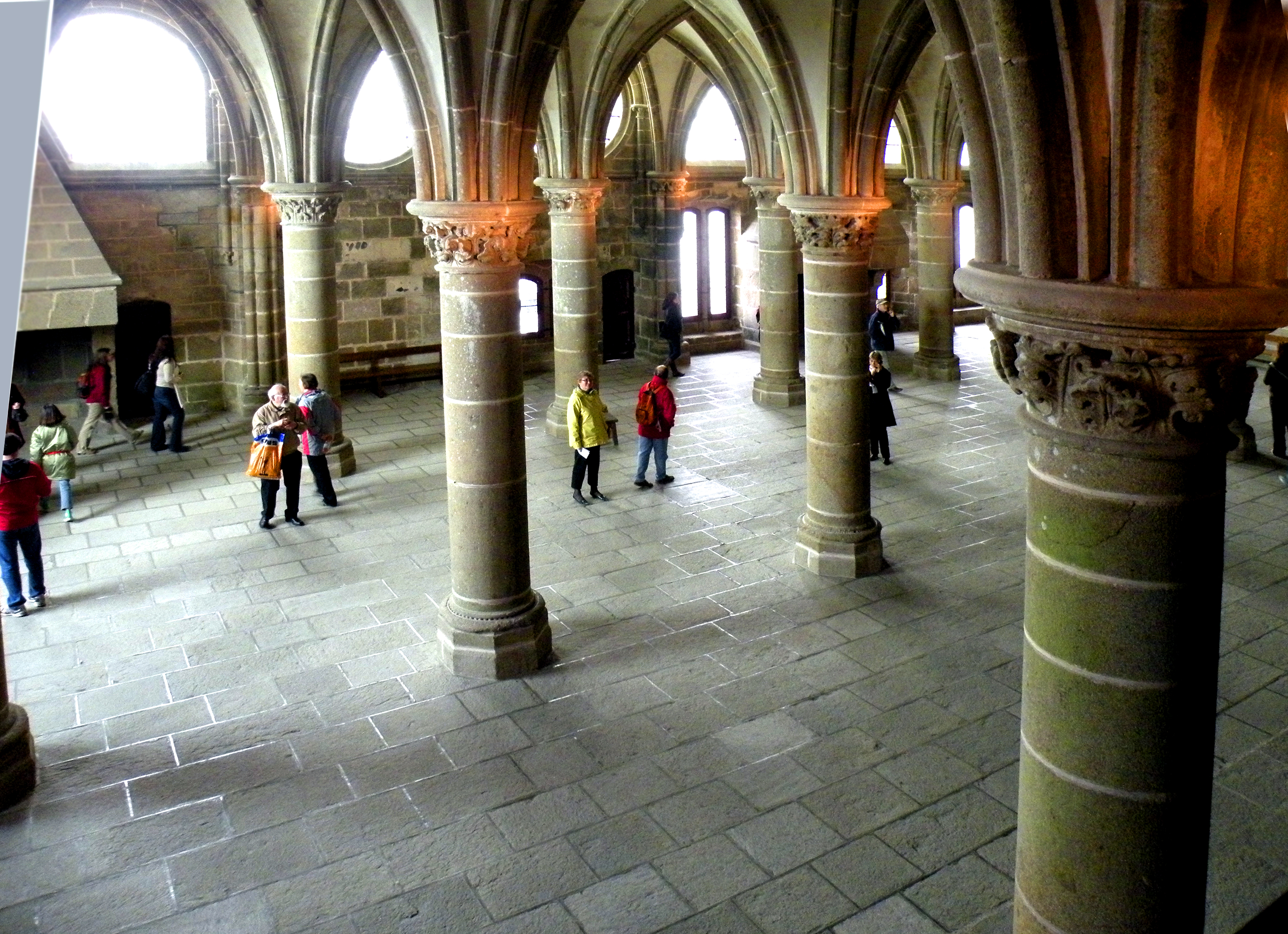
Рыцарский зал
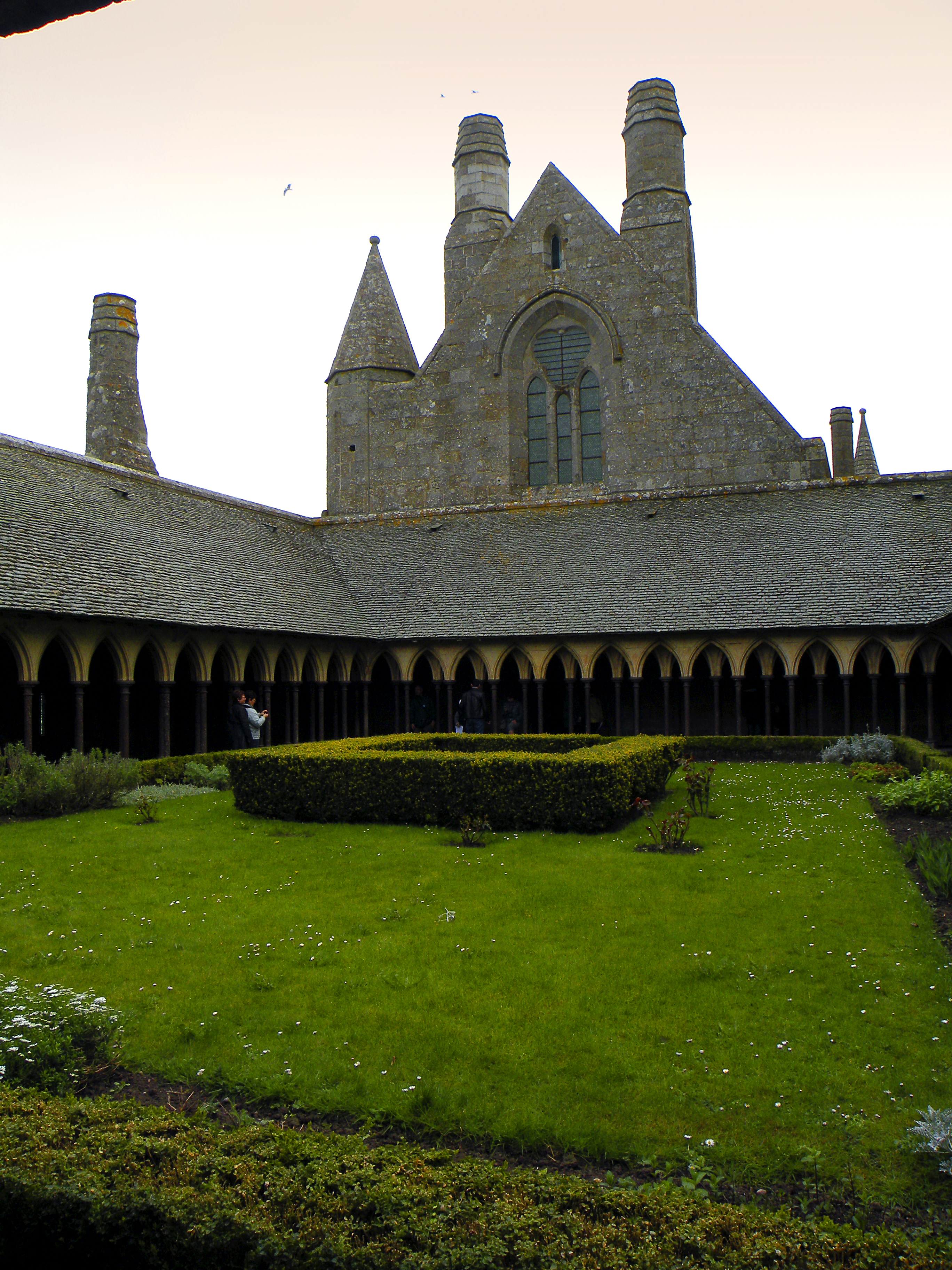
Монастырский двор
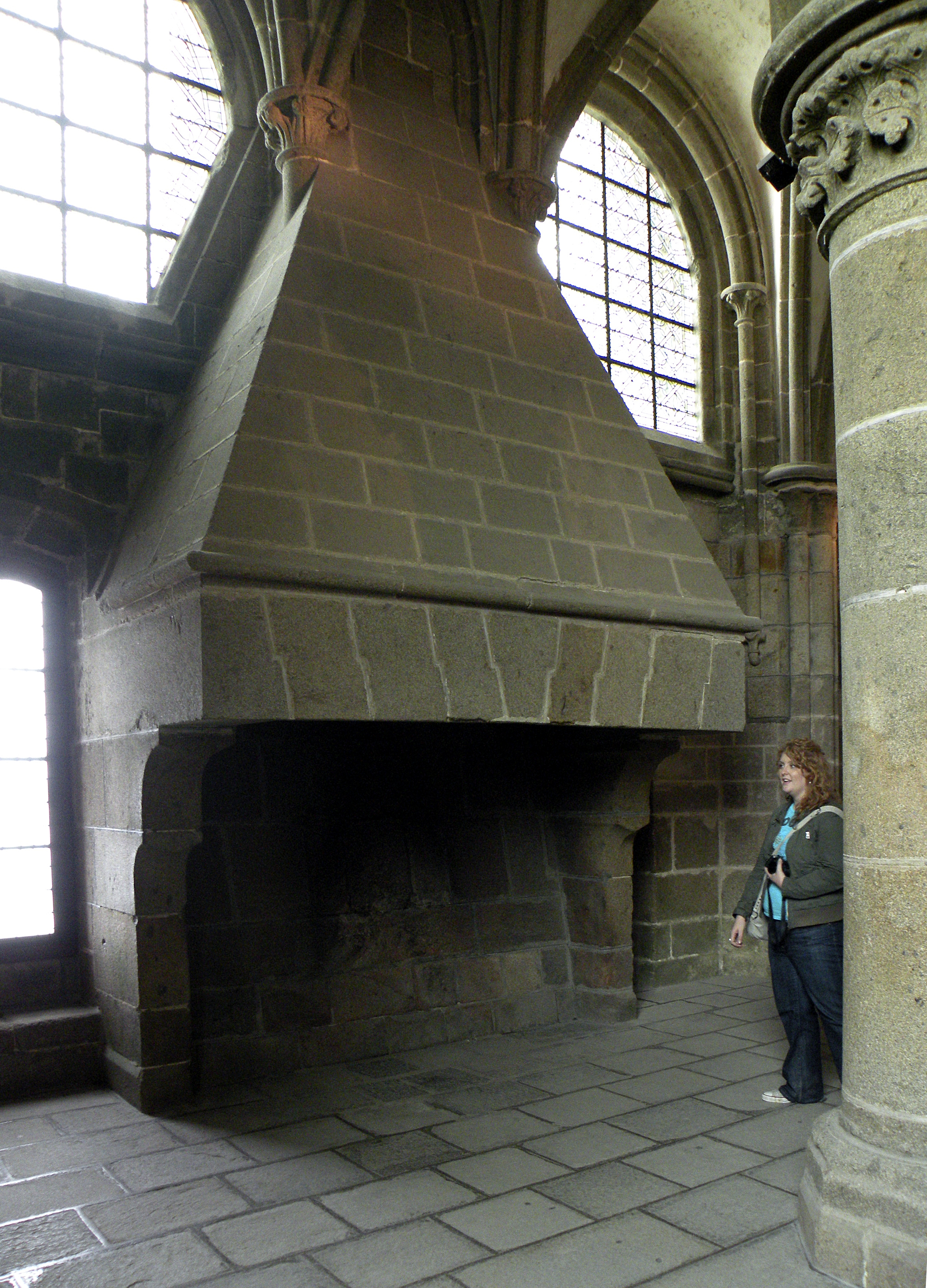
Кухня
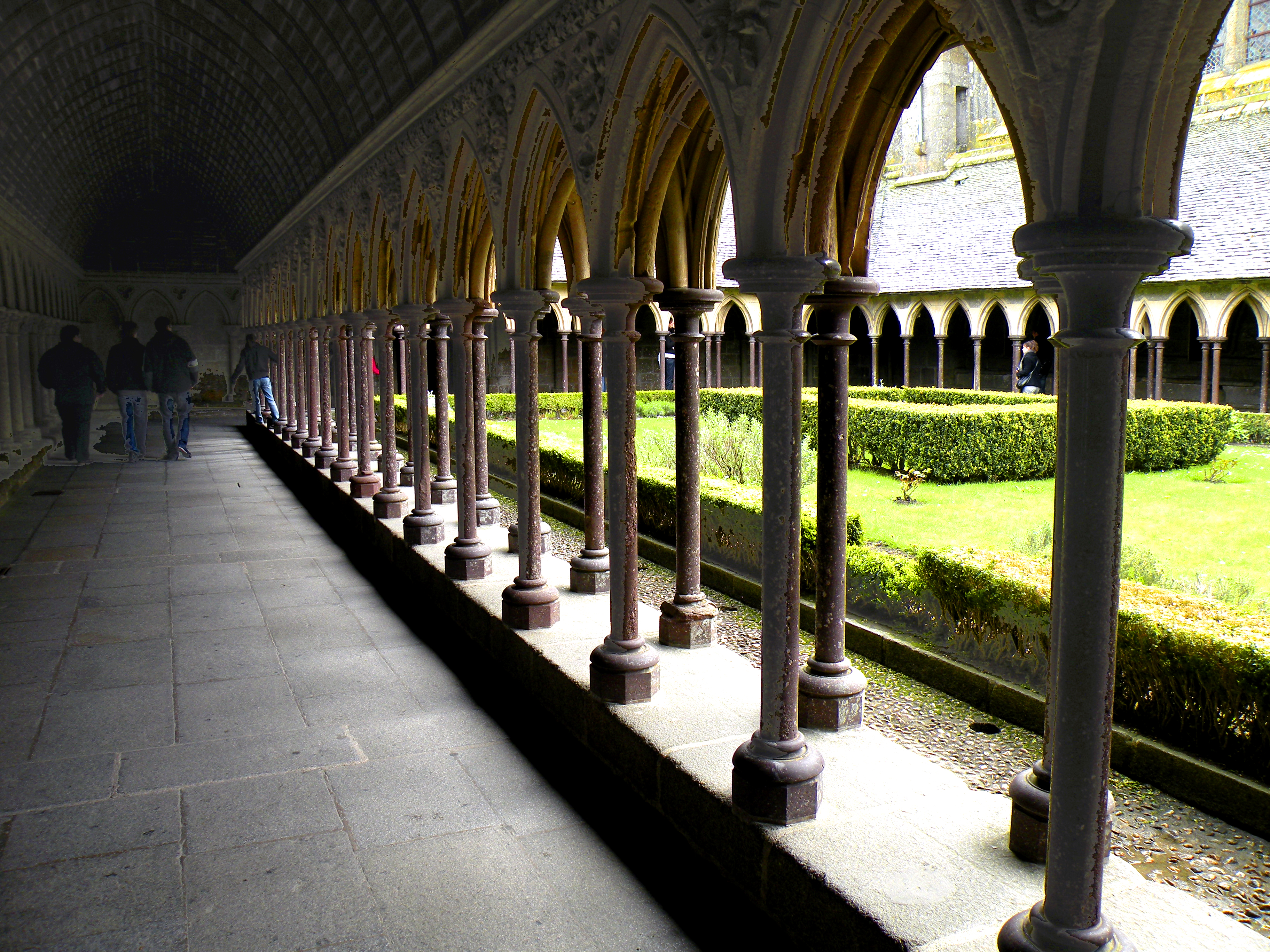
Крестный ход Клуатр
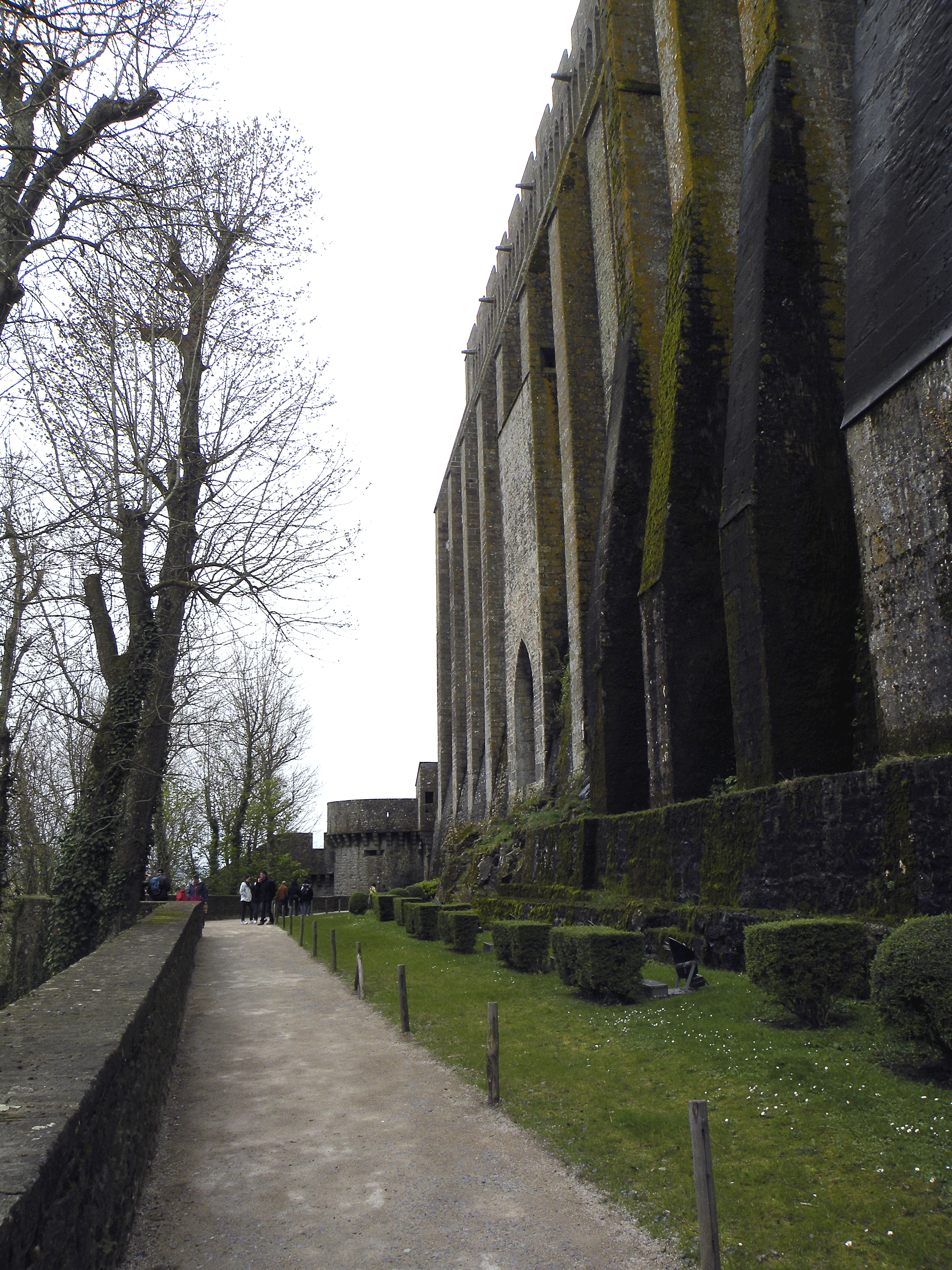
Контрфорсы "Чуда"

### Роль в культуре
По мнению французского медиевиста Сильвена Гугенхейма, монахи аббатства сыграли важную роль в переводе трудов Аристотеля с греческого на латынь, минуя промежуточные переводы на арамейский и арабский.

## Город

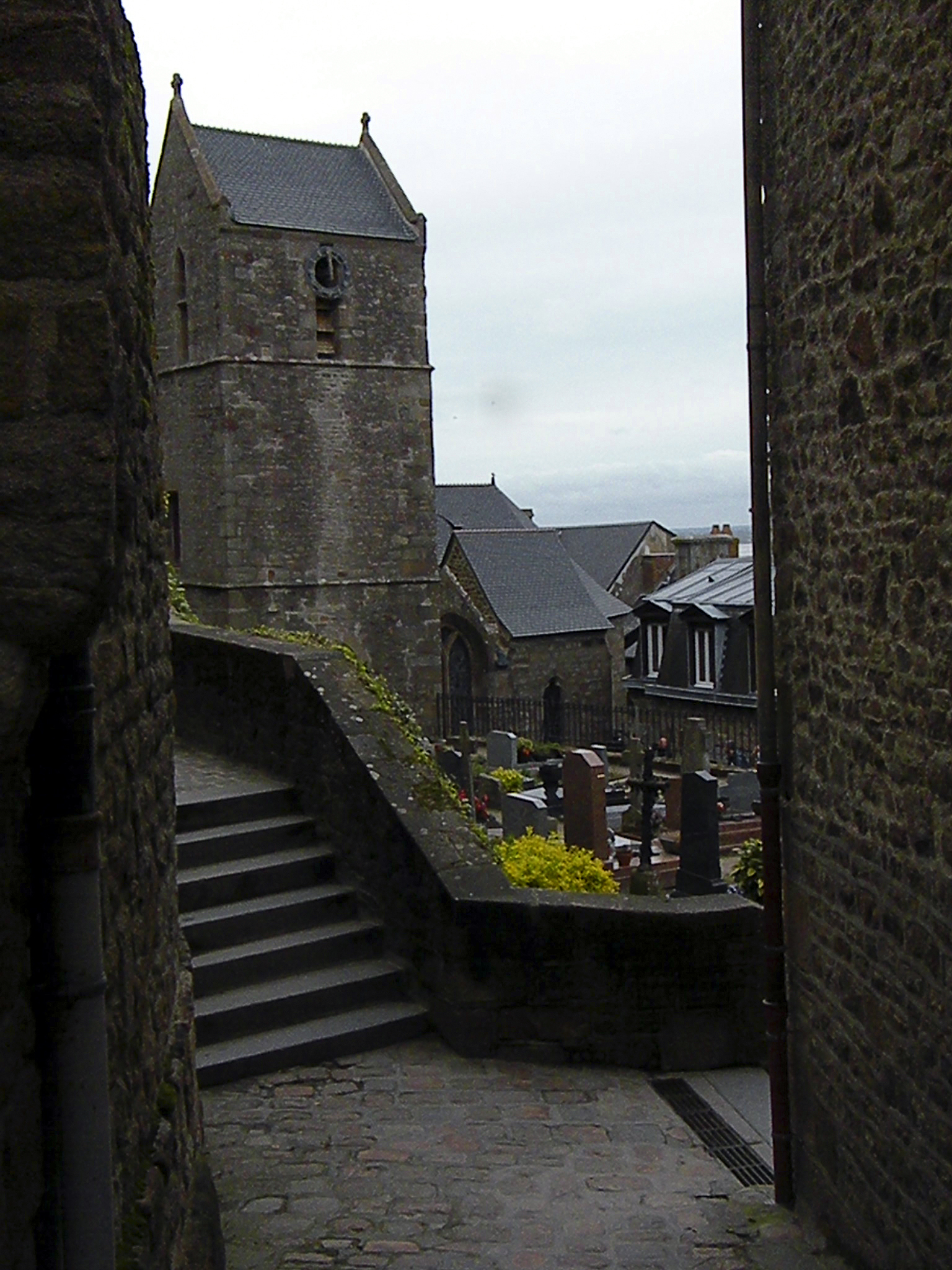
Кладбище и церковь

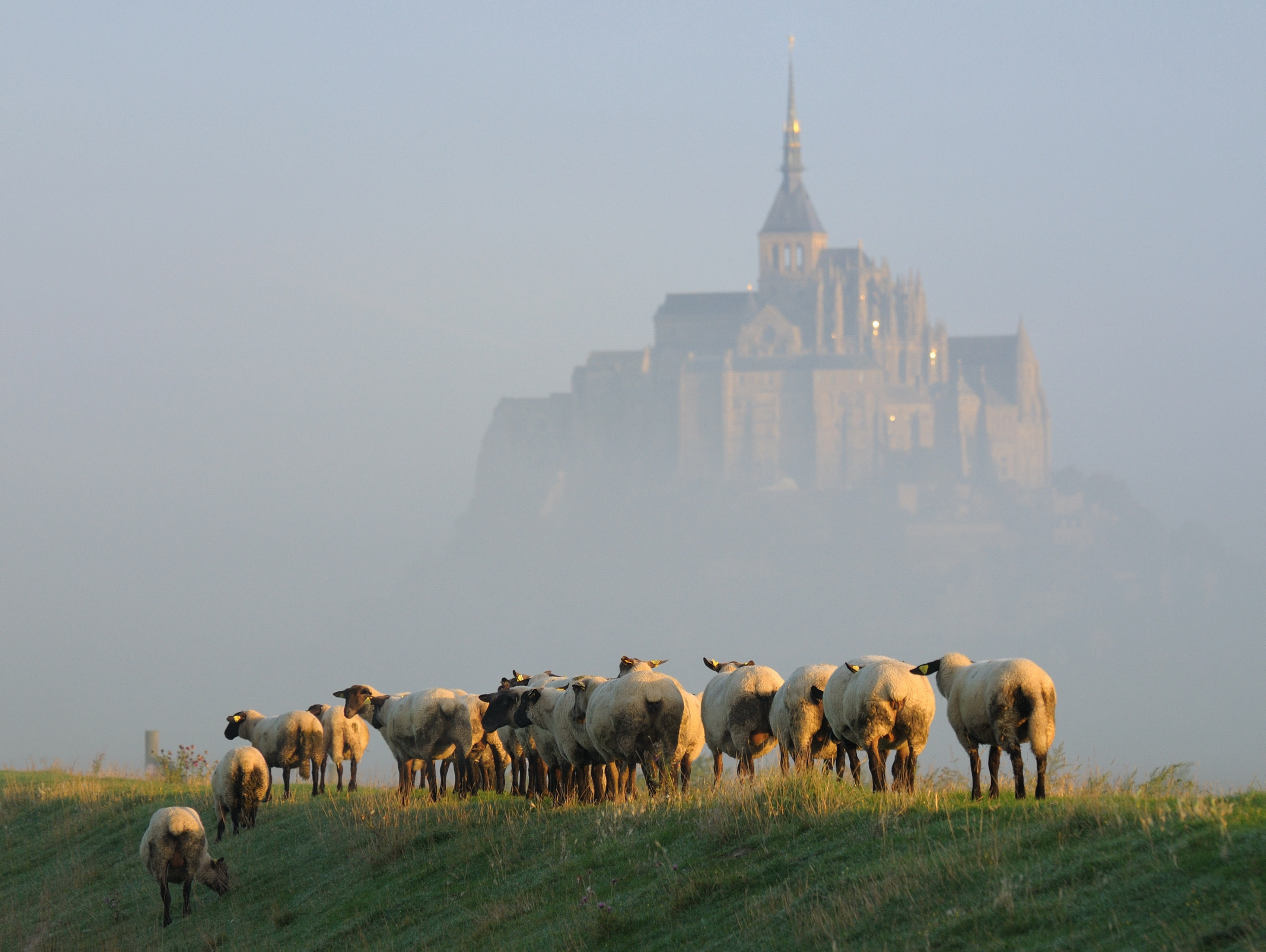
Пасущиеся овцы

При церкви находится небольшое кладбище. В 1204 году бретонцы сожгли поселение и часть монастырских строений. Нынешнее поселение, находящееся на южном склоне, может быть датировано не ранее, чем первой половиной XIII века. Современный город расположился по обе стороны от единственной дороги, поднимающейся к аббатству по юго-восточному склону горы. Помимо участия в работе сферы обслуживания, постоянные жители города (около 30 человек) занимаются сельским хозяйством на освобождённых, благодаря проведённым в XIX веке мелиоративным работам, землях. 
До Французской революции город находился в административном подчинении аббатства, а после стал самостоятельным.

## Бастионы
Оборонительные сооружения, имевшиеся уже в XI веке, позволили выдержать осаду 1091 года.
Строительство основательных оборонительных сооружений вокруг аббатства началось в 1311 году. В это же время получил стену и форштадт, находящийся у подножья горы. Затем в аббатстве была построена цистерна для хранения воды, что дало возможность выдерживать длительную осаду. Хотя в 1425 году осаждавшим удалось взорвать часть укреплений, полного успеха им не удалось добиться.

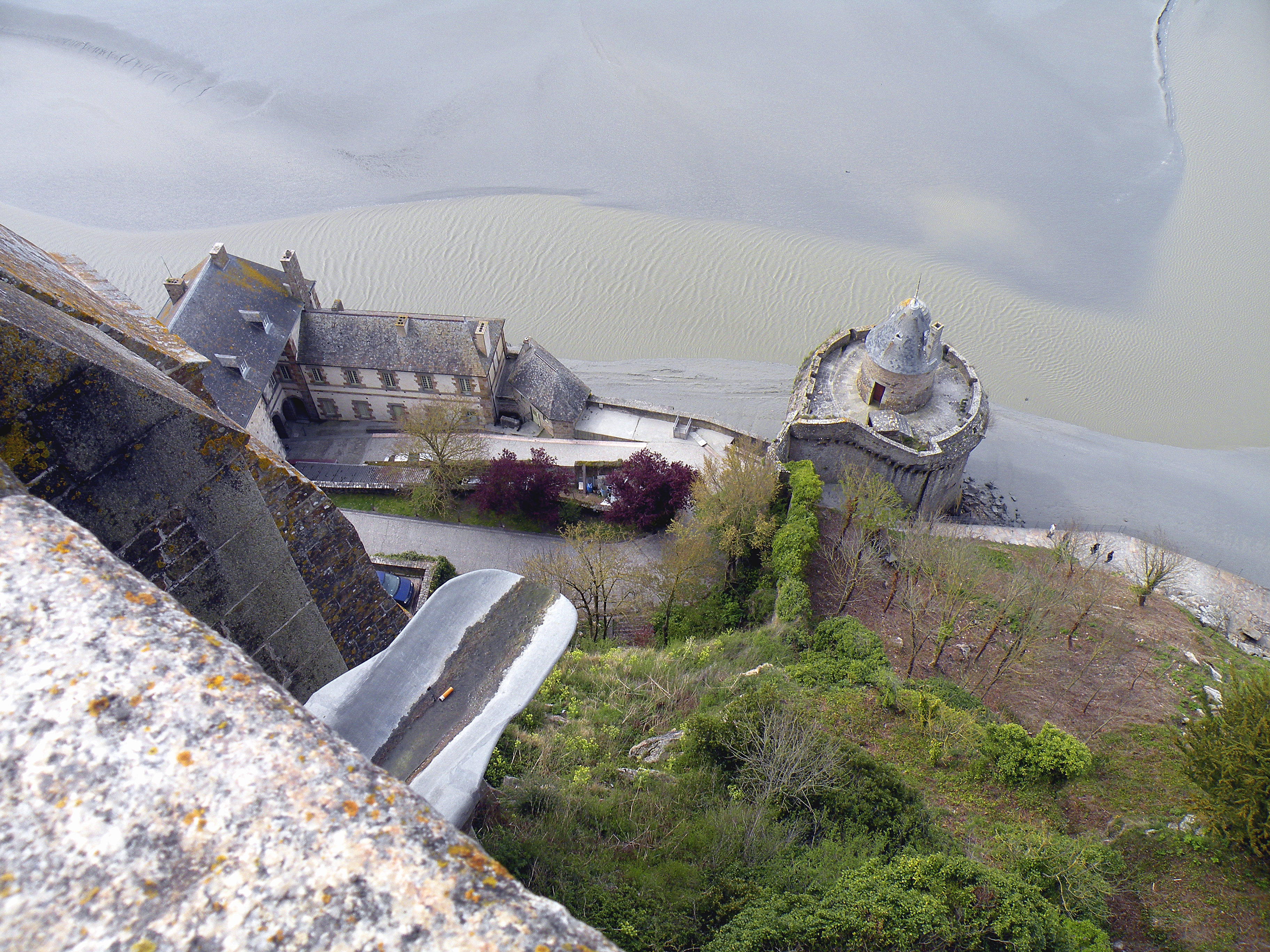
Башня Габриель

В период Столетней войны гору обороняли 119 рыцарей. В это время были построены первые бастионы. Англичанами, пытавшимися безуспешно в 1434 году взять Мон-Сен-Мишель с помощью артиллерии, были оставлены бомбарды, выставленные сейчас перед вторыми городскими воротами. 16 июня 1450 года англичане ушли с острова Томблен, что означало победу осаждённых.
Первая линия бастионов служит обороне города, а вторая, расположенная у подножья аббатства, защищает сам монастырь. После утраты горой военного значения здесь некоторое время находилась ветряная мельница.

## В художественной литературе
- Гора Сен-Мишель и расположенное на ней аббатство фигурируют в фантастической новелле Ги де Мопассана «Орля» (1887), главный герой которой, совершив туда паломничество, обсуждает с монахом-провожатым местное старинное предание о чудесах и возможность знакомства человека с непознанным.

- Сен-Мишель стал прообразом Космопора на планете Верель в романе Урсулы Ле Гуин "Планета изгнания"

## В искусстве

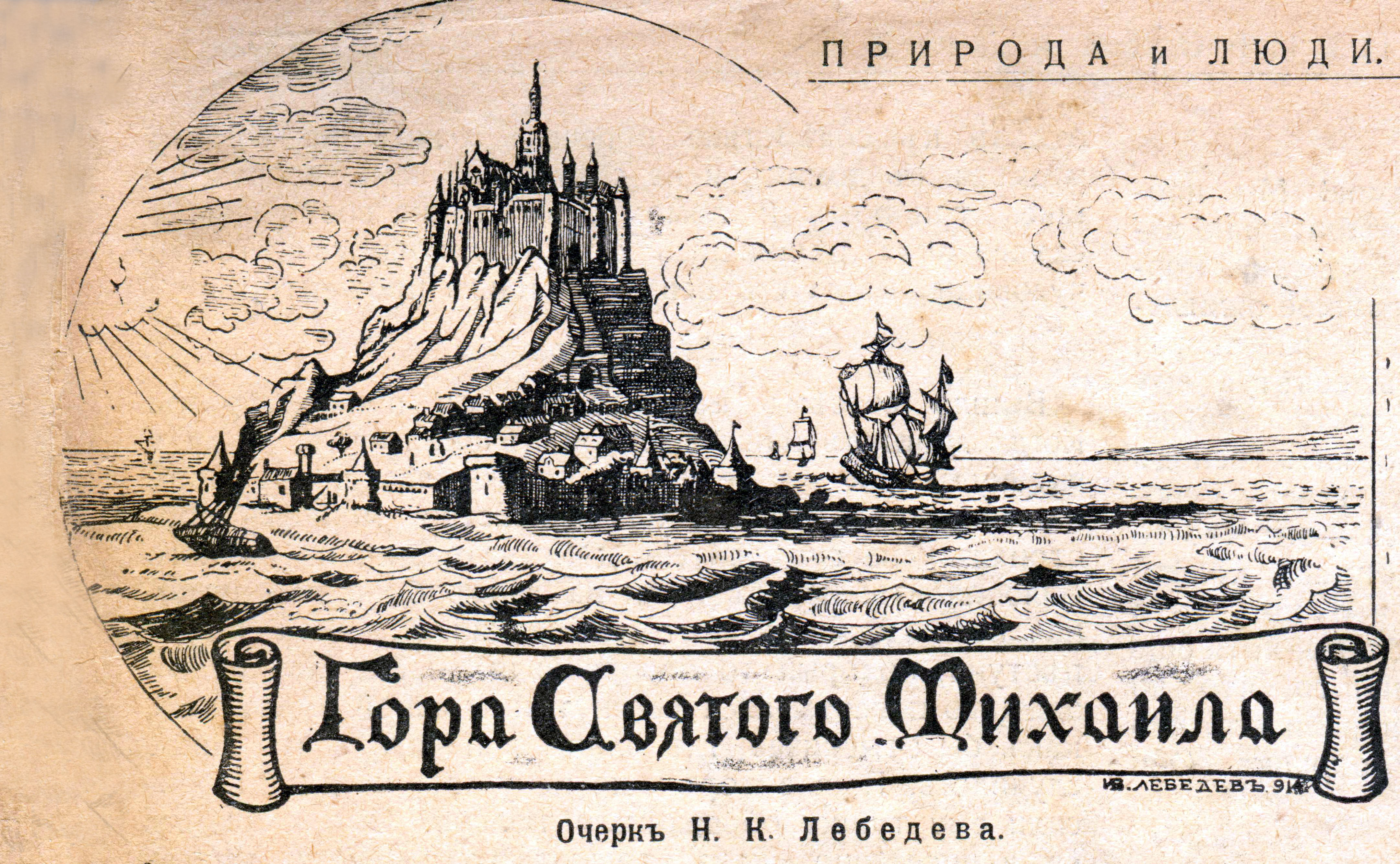
Мон-Сен-Мишель на гравюре, 1915
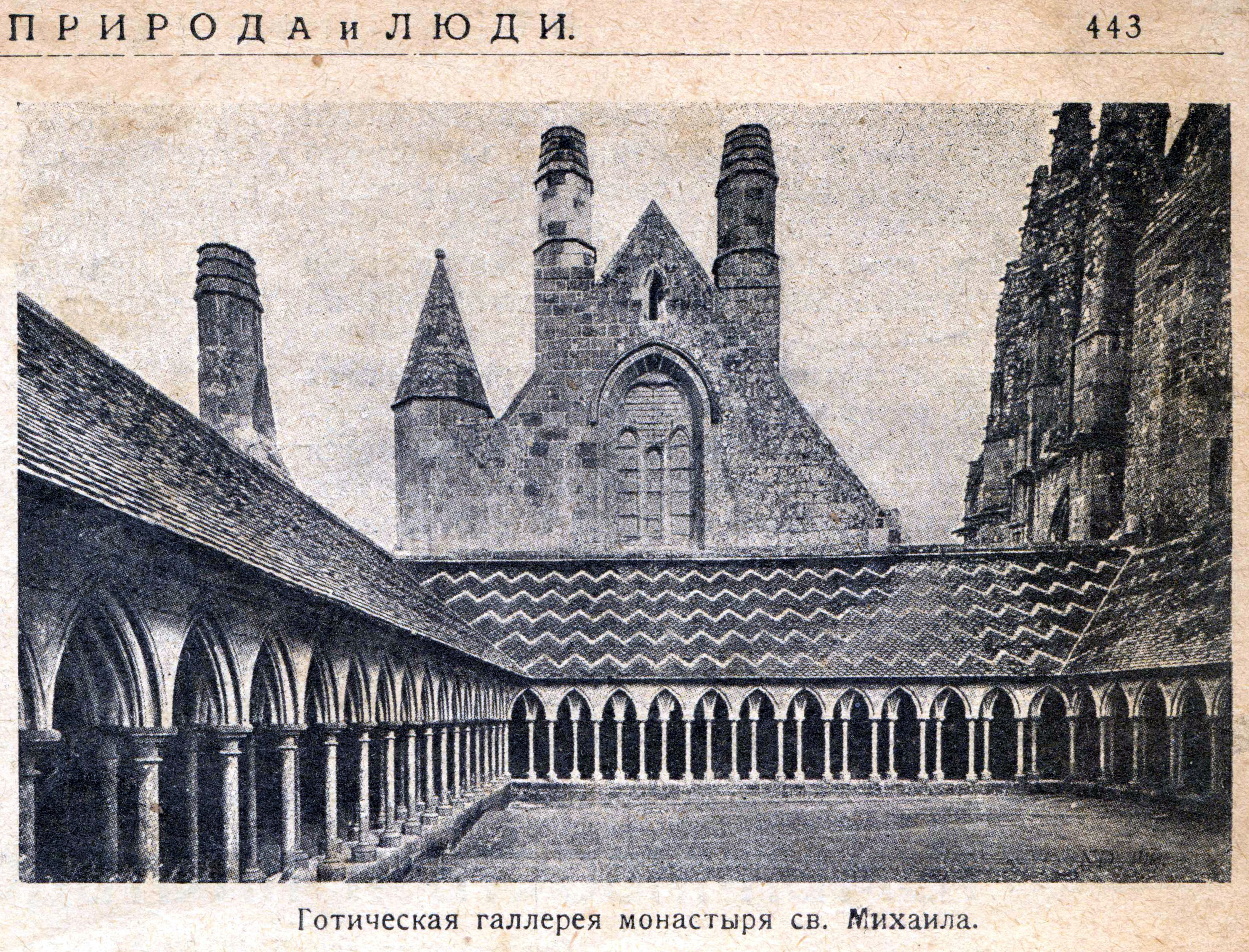
Готическая галерея монастыря св. Михаила, 1915
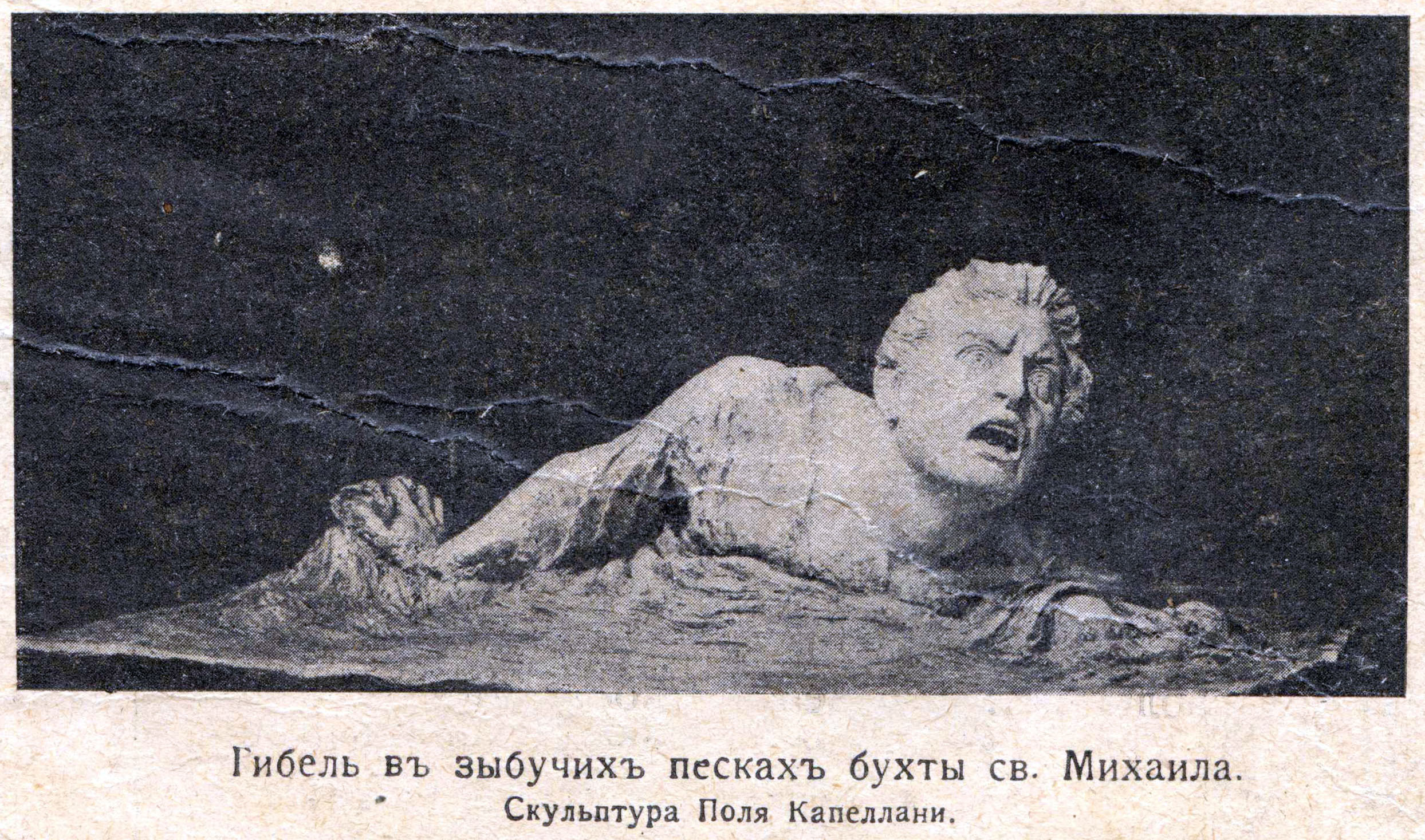
Гибель в зыбучих песках бухты Мон-Сен-Мишель. Скульптура П. Капеллани
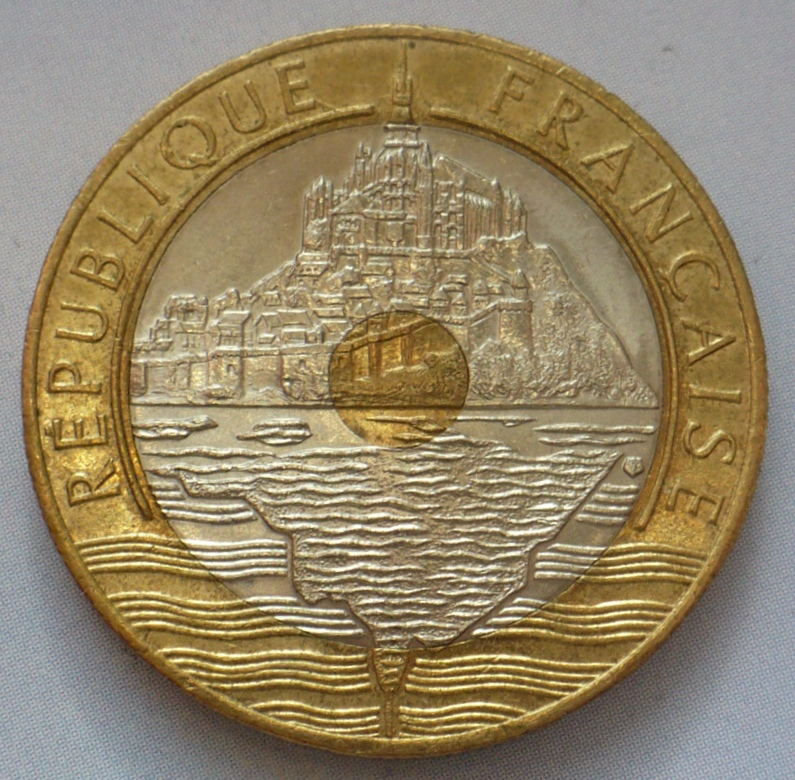
На монете 20 франков

- Образ города взят за основу при проектировании города Минас-Тирит в кинотрилогии «Властелин Колец» Питера Джексона.
- Остров использован в качестве прототипа базы и основного места действия в первом сезоне аниме «Strike Witches».
- Остров используется в качестве укреплённой базы Цвёльф в аниме-сериале «Blassreiter».
- Взят за основу при создании выдуманного города Ай-Ай, из аниме Hunter X Hunter
- Город был использован в игре Sniper Elite 5
- Остров можно увидеть в клипе на песню Secret Land немецкой певицы Sandra с альбома Into a Secret Land, который вышел в 1988 году.
- Остров и город являются важным местом действия в первом сезоне южно-корейского сериала "Турпакет" (Deo paekiji), который вышел в 2017г.
- Остров и город являются местом нахождения "Гнезда", куда направляются и укрываются герои сериала  «Ходячие мертвецы: Дэрил Диксон»